# Estado Mérida
Mérida es uno de los veintitrés estados que, junto con el Distrito Capital y las Dependencias Federales, forman la República Bolivariana de Venezuela. Se ubica en la región de los Andes y su capital es la ciudad homónima de Mérida; limita al norte con Zulia y Trujillo, al este con Barinas y al Sur y Oeste con Táchira, su población se estima de 1 031 017 habitantes para el año 2023 según el I.N.E., y se caracteriza por una importante actividad agrícola y turística.
Está asentado sobre la Cordillera de Los Andes y en su territorio se localiza una de las cumbres más altas de Los Andes, el Pico Bolívar, alcanzando los 4978 m s. n. m.. Se subdivide administrativamente en 23 municipios y 86 parroquias civiles. Sus principales ciudades son: Mérida, El Vigía, Tovar, Ejido, Lagunillas y Nueva Bolivia.

## Historia

### sigloXVI
En 1558 Juan Rodríguez Suárez fundó la ciudad de Mérida, en nombre del Corregimiento de Tunja, en honor a su ciudad natal de Mérida en España. Procediendo con ello a la repartición de indios que habitaban la zona (en un número estimado de 1500 personas), como mano de obra esclava, respectivamente junto a Juan de Maldonado y Ortún Velasco, lo cual fue anulado de inmediato por el entonces gobernador y capitán general del Nuevo Reino de Granada y presidente de la Real Audiencia de Santafé de Bogotá el doctor Andrés Venero de Leiva; para constituirse a sí mismo como fundador de las encomiendas merideñas, gobernador mismo del territorio, y repartiendo a sus allegados dichas encomiendas y con ello los beneficios de la explotación de la mano de obra indígena; fue un grupo conformado por cuarenta y cinco personas de origen acomodado que se instalaron en la Mérida.
Fue conformada una élite o timocracia, de familias que se dedicarían a explotar la mano de obra indígena, apropiándose de tierras y utilizando como moneda las horas de trabajo de esclavos; manteniendo entre sí estrechos lazos y matrimonios arreglados para asegurar mantener herméticamente sus beneficios del resto de los colonizadores del Reino de Nueva Granada; inmediatamente conseguirían el poder del Cabildo de Mérida, máximo representante ante el Consejo de Indias y la Real Audiencia de Santafé de Bogotá, hasta el año 1602, desde donde defenderían sus intereses ante los de las autoridades de alto rango.
En 1586 fue designado Bartolomé Gil Naranjo como Juez Poblacional con la orden de organizar a los indios en pueblos y cristianizarles como era la orden de la Corona Española, a lo que los encomenderos se negaron rotundamente por significar esto un gasto elevado para sí mismos, sin embargo, fue aceptado bajo amenaza de multa.'Entre los descendientes de éstas familias de encomenderos esclavistas más influyentes se encontraban los de apellido Reinoso, Monsalve, Bohorquez, Arriete, Avendaño, Gaviria, Aranguren, Vergara, Valero, Osorio, Ledezma y Surbarán; también formaban parte de este grupo las familias Bravo, Rueda, Varela, Sanchez, Mercado, Trejo, Marquez, Cerrada, Lopez, Luna, Rojas, Carvajal, Corzo, Esteban, Mendoza, Cáceres, Becerra y Pernia.[cita requerida]

### sigloXVII
En 1602 la Audiencia de Santa Fe comisionó a Antonio Beltrán de Guevara para visitar a los indios de Mérida, censándolos en 1.129 indios tributarios, un descenso considerable debido a las muertes provocadas por agotamiento y enfermedades que traían los colonizadores; repartió resguardos, hizo bautizar y casar a un gran número de indios y exigió a los encomenderos a cumplir la obligación de velar por la doctrina cristiana de sus indios encomendados, lo cual acarreó disputas entre éstos, demandas entre ambos mandos y multas dictadas por la Audiencia de Santa Fe.
En 1556 parte del territorio del estado se integra en la provincia de La Grita. En diciembre de 1607 Mérida fue separada del Corregimiento de Tunja y unida con la gobernación de La Grita formando el corregimiento de Mérida y La Grita. El 3 de noviembre de 1622 pasó a ser gobernación de Mérida con Juan Pacheco Maldonado como gobernador.
Ese mismo año, la visita de un Oidor de la Audiencia de Santa Fe, Alonso Vásquez de Cisneros provocó nuevamente disputas entre la élite encomendera merideña y las altas autoridades coloniales, estos últimos aún estaban inconformes con el trato desordenado que se le daba a los indígenas y la «poca capacidad o poca voluntad de cristianizarlos»; Cisneros decretó 63 ordenanzas entre las cuales se ordenaba devolver los bienes materiales robados a los indígenas, redistribuyo las encomiendas e impulso el cultivo de Tabaco anexando los territorios de Barinas bajo el poder de los encomenderos merideños, lo que generó grandes beneficios en la región que estimularon la economía.
Sin embargo, la economía de las encomiendas en Mérida no fue de especial importancia económica, en parte debido a la mala gestión de los encomenderos y a su tendencia aislacionista con respecto al resto del Reino de Nueva Granada, el Consejo de Indias y la Audiencia de Santa Fe, solicitando constantemente la abstención de visitas de Jueces, alegando ser incapaces de financiar sus estadías; así como manteniendo al margen a la Iglesia Católica y sus intereses de cristianizar a los indígenas, lo cual consideraban un coste elevado; sumado a la poca población indígena que disminuyó de forma sostenida ante la explotación desmedida de su capacidad de trabajo y las condiciones de vida a las que eran sometidas, llegando incluso a ser mal vistas por el propio Consejo de Indias.
En 1676 la provincia de Maracaibo y la de Mérida-La Grita se unen en una gobernación llamada Provincia de Mérida del Espíritu Santo de Maracaibo (capital en Mérida) bajo dependencia de la Audiencia de Bogotá y luego es conocida como «provincia de Maracaibo» a partir de que en 1678 esa ciudad pasa a ser capital de la gobernación. Perdiendo así autonomía tanto Mérida como La Grita, en cuanto a su administración y el pago de tributos sobre las cosechas de tabaco, algo que generaría resentimiento entre los grupos merideños que concentraban la riqueza de dichas explotaciones.
Para 1677, el pirata Michel de Grandmont saquea Trujillo, este ataque lleva al Gobernador Jorge de Madureira a cambiar la capital de la provincia a la ciudad de Maracaibo en 1678, para organizar una defensa más efectiva del territorio.

### sigloXVIII
El territorio de la provincia de Mérida dependió del Virreinato de la Nueva Granada hasta 1777, luego comenzó a depender de la Capitanía General de Venezuela.
Entre 1777 y 1781 su relativamente estable economía a base de agricultura de Tabaco se vio gravemente afectada con las Reformas borbónicas en Nueva España que buscaban favorecer a la Real Compañía Guipuzcoana como único productor de Tabaco, Aguardiente y Panela, provocando una Insurrección Armada que tuvo su epicentro en Mérida y buscaba deponer a los representantes de Hacienda, con un amplio apoyo de la población merideña, se formó un gobierno rebelde que pretendía extenderse hasta Caracas; Anulando el aumento de impuestos y demás órdenes de la intendencia incluyendo derogar el estanco del tabaco, libertad de destilación del aguardiente y supresión del derecho dulce que gravaba la panela de azúcar. Un ejército de rebeldes marchó hasta el estado Trujillo, sin embargo, las autoridades de Maracaibo enviaron tropas que hicieron retroceder a los rebeldes nuevamente a Mérida, en donde serían perseguidos y encarcelados, para luego recibir un indulto del Rey Carlos III, con excepciones de los líderes. 
En cuanto al resto del siglo, pocos años después de la Insurrección Comunera se flexibilizó el monopolio del Tabaco nuevamente en todo el Territorio de Nueva Granada, Sin embargo, la economía del estado apenas mejoró, pues habría quedado debilitado militar y económicamente, con aún más pérdidas de autonomía frente a Maracaibo; lo cual propiciaría años después su alianza con el proceso independentista bajo la coacción y el poder militar de la Junta Suprema de Caracas.

### SigloXIX
En 1808 llegaron a Mérida, al igual que el resto de provincias de Venezuela las noticias de las Abdicaciones de Bayona, en plena Invasión de las fuerzas de Napoleón Bonaparte en España; fue interpretado por quienes controlaban el Cabildo de Mérida como el colapso de la Monarquía y la autoridad de España sobre América, El 16 de septiembre de 1808, según lo acordado por el Ayuntamiento de la ciudad de Mérida, se ordenó apoyar la declaratoria de guerra contra los franceses (aunque nunca movilizaron tropas merideñas); las autoridades civiles y militares, representantes del clero, colegios, comerciantes y hacendados declararon en conjunto que solo reconocerían la autoridad de Fernando VII de España, quién abdico y fue privado de libertad por las fuerzas de Napoleón.
En plena ocupación napoleónica Las nuevas autoridades bonapartistas cedieron el Poder Ejecutivo de todos los territorios de América al Consejo de Regencia de España e Indias o Suprema Regencia, Mérida junto a La Grita y San Cristóbal no manifestaría beligerancia pero reafirmarían su reconocimiento a la autoridad de Fernando VII de España bajo la autoridad administrativa de Maracaibo, en contraste con Barinas, Cartagena de Indias, Santa Fé de Bogotá y Caracas que comenzarían a rebelarse contra la Suprema Regencia Napoleónica.
El 16 de septiembre de 1810 es enviado desde Caracas, a Luis María Rivas Dávila hacia el cabildo de Mérida, quién amenazó con la guerra de no adherirse a la causa independentista de Caracas; Mérida inconforme con los excesivos impuestos que pagaba sobre su explotación de Tabaco y su incapacidad militar y administrativa, se adhirió a la causa, en nombre de la autoridad de Fernando VII de España y representada por el presbítero, doctor don Mariano de Talavera; sin ofrecer apoyo militar y desde luego prometiendo lealtad y el pago de impuestos a Caracas.
Fue así como tras treinta y tres años de una conflictiva subordinación a la autoridad de Maracaibo, una ciudad que nunca se adhirió a la causa de Caracas y que impedía la organización administrativa de los merideños; los comerciantes y la camarilla económica que deseaban la autonomía de Mérida vieron en el apoyo a Caracas la oportunidad de obtenerla, formándose la provincia de Mérida, su Junta Suprema y la estructura administrativa de Tribunales y Comisiones; bajo la dirección de Luis María Rivas Dávila quien se instalaría aquí para instigar, al igual que lo hizo con Mérida, la adhesión de San Cristóbal y La Grita a la causa de Caracas; con el fin de debilitar y aislar a Maracaibo para facilitar el proceso independentista.
En 1811 La provincia de Mérida decide rebelarse contra la España de Napoleón Bonaparte y unirse al proceso de Independencia de Venezuela, junto a otras siete provincias para formar parte de la Primera República de Venezuela. La región es representada por una estrella en la Bandera de Venezuela desde entonces.
En 1812 un terremoto arrasa con la ciudad de Mérida, y poco después la provincia es reconquistada por los realistas.
Al año siguiente durante la Campaña Admirable, Simón Bolívar libera Mérida de los realistas, entrando por La Grita (entonces provincia de Mérida) en mayo de 1813. En su recorrido pasa por Bailadores, Mérida y Timotes liberando la provincia de Mérida. Con la victoria de la Campaña Admirable, Mérida decide incorporarse a la Segunda República de Venezuela.

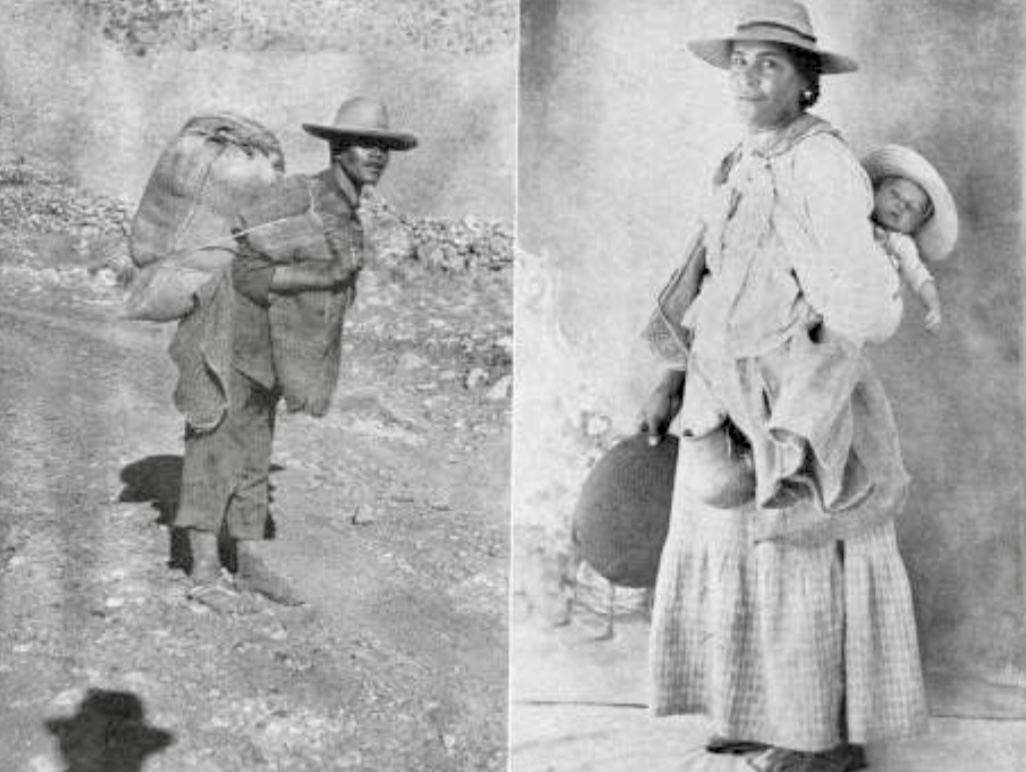
Nativos Mucuchíes

En 1814 Con la pérdida de la Segunda República, Mérida forma parte nuevamente de la Capitanía General de Venezuela de forma temporal. Tres años después el Movimiento popular independentista conocido como La Patriecita, será sofocado por los realistas españoles en 1818.
Para 1820 el cruce de los Andes del ejército de Bolívar, libera a Mérida nuevamente. Con la victoria de Boyacá el 7 de agosto, sólo las provincias de Maracaibo y Coro permanecen realistas y Mérida decide incorporarse a la Tercera República de Venezuela.
En 1821 Mérida decide incorporarse a la Gran Colombia como parte del Departamento del Zulia, pero 1830 al separase Venezuela de la Gran Colombia, el Departamento Zulia volvió a llamarse Provincia de Maracaibo. Las provincias de Mérida y Coro se separaron inmediatamente, quedando la provincia integrada solamente por las secciones Zulia y Trujillo.
En 1835 Se establece la subdivisión de la provincia en: Cantón Mérida, Cantón Mucuchíes, Cantón Ejido, Cantón Bailadores, Cantón La Grita, Cantón San Cristóbal y Cantón San Antonio del Táchira y en 1842 El gobernador de la provincia Gabriel Picón inaugura el primer monumento a Bolívar en el mundo conocido como La Columna en el parque Milla.
Hacia 1856 Los cantones La Grita, San Cristóbal y San Antonio del Táchira se separan para formar la Provincia del Táchira.
El 23 de noviembre de 1863 se creó el Estado Mérida con el territorio de Mérida, Ejido, Bailadores, Mucuchíes y Timotes. En 1868 se incorporó al Estado Zulia, junto con Táchira, pero se separó en 1869.
En 1874 se le cambia el nombre por el de Estado Guzmán. En 1881 pasó a formar parte del Gran Estado de Los Andes junto con Táchira y Trujillo; este se disolvió en 1899 y quedó circunscrito al territorio que tenía como estado independiente.

### SigloXX
Desde 1909 figura como estado Mérida. A comienzos de siglo en el año 1912, luego de ser cerrada la Universidad Central de Venezuela por el gobierno de Juan Vicente Gómez la ciudad de Mérida queda como la única en el país en disponer de acceso a la educación superior, situación que se extendería hasta el año 1922 cuando la UCV es reabierta.
En 1987 sucedieron en la ciudad de Mérida las protestas conocidas como el Marzo merideño, consideradas uno de los antecedentes del Caracazo. En 1990 se eligió por elección democrática el primer gobernador de Mérida.

### SigloXXI
En 2002 sucedió el asalto a la gobernación de Mérida en el marco del golpe de Estado de ese año, donde el gobernador Florencio Porras fue brevemente destituido. Durante las Protestas en Venezuela de 2017, la represión fue violenta en el estado: 15 personas fueron asesinadas y cada cuatro días una persona recibió un disparo en los ojos por parte de los funcionarios de seguridad del Estado entre abril y julio de 2017.
Para 2019, disidencias de la guerrilla colombiana FARC operaban en Mérida, lugar que ha servido como centro de reclutamiento.
Para 2023, Mérida tenía más suicidios que homicidios, siendo el estado de Venezuela con la mayor cantidad a nivel nacional, concentrando el 40%. Esto es atribuido a la crisis económica que atraviesa el país.

## Geografía

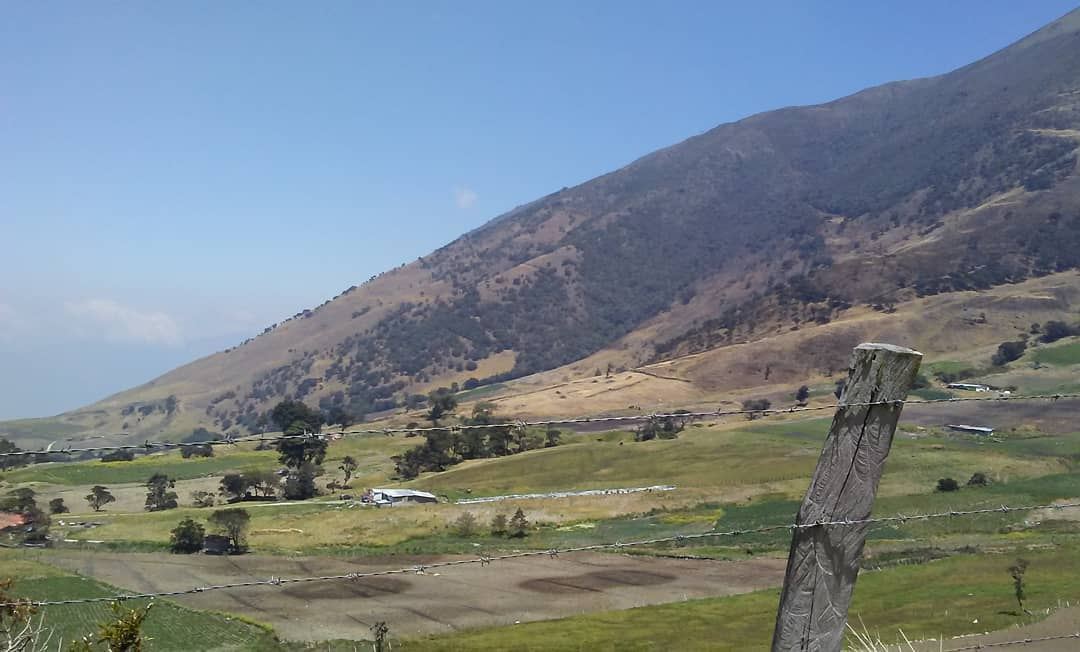
Un páramo típico del Estado de Mérida.

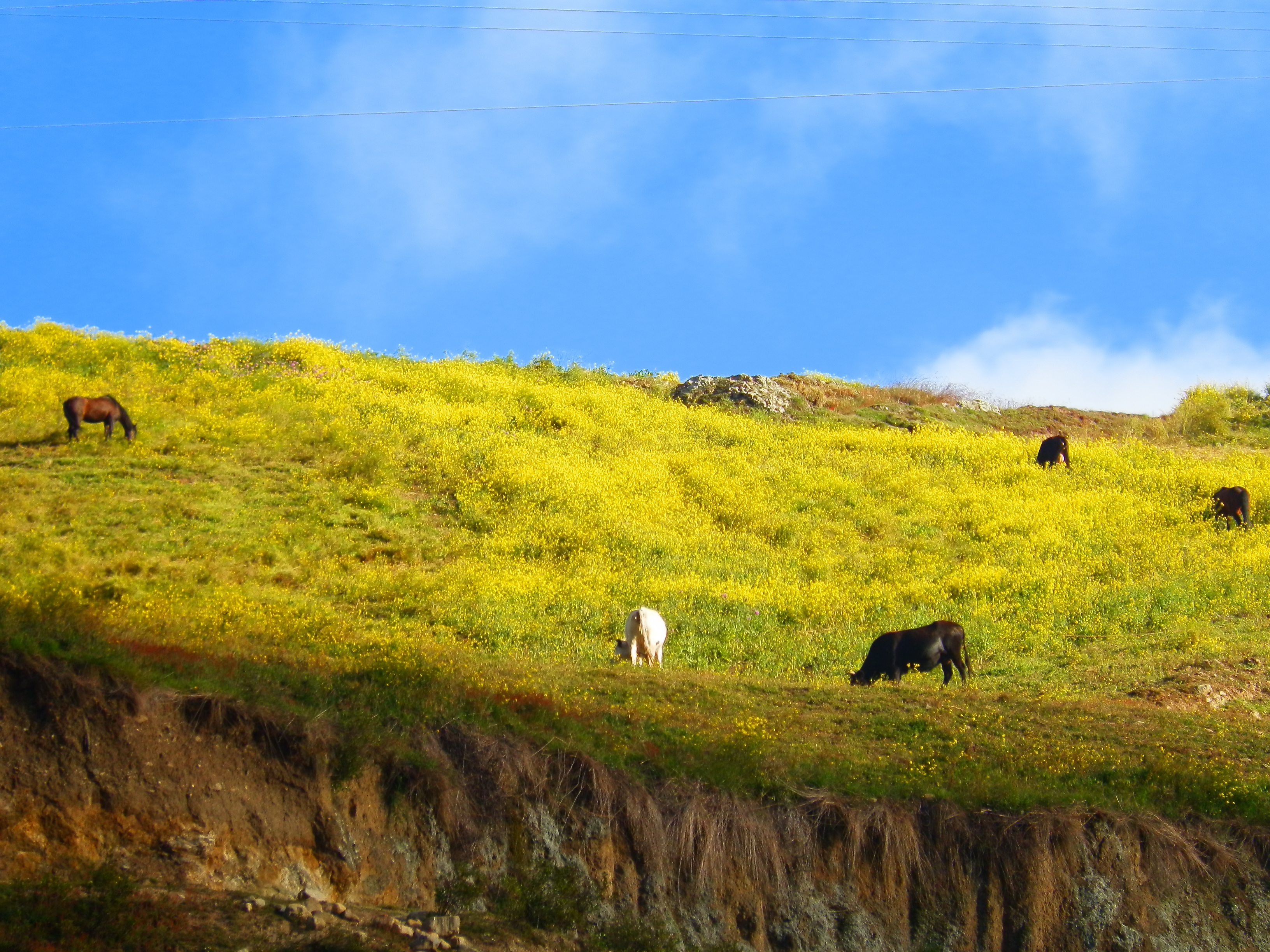
Fauna en los andes venezolanos

El estado Mérida forma parte de la cordillera de los Andes del continente suramericano; de los tres estados (Mérida, Táchira y Trujillo) que se ubican en esta región.
Mérida exhibe gran diversidad geográfica, presentando diferentes paisajes a lo largo y ancho de su territorio, con zonas altas superiores a los 4.000 m s. n. m., zonas medias con elevaciones alrededor de los 900 y 1600 m s. n. m. y zonas más próximas al nivel del mar como la denominada Zona Sur del Lago por debajo de los 200 m s. n. m.
Dado que en este estado se ubican las montañas con mayor altura del país se le conoce por antonomasia como "el techo de Venezuela".

### Clima
Mérida exhibe temperaturas características de cada subregión pudiendo alcanzar los 32 °C en la Zona Sur del Lago, temperaturas menos cálidas en la Zona metropolitana con valores alrededor de los 25 °C, valores más templados entre los 17° y los 22° hacia las zonas del Valle del Mocotíes y los Pueblos del Norte, y temperaturas por debajo de los 12 °C en los Pueblos del Sur y los Pueblos del Páramo, alcanzando inclusive valores por debajo de 0 °C en estos últimos.

### División político-territorial
El estado Mérida tiene como capital la ciudad de Mérida y se divide en 23 municipios y 86 parroquias, las cuales se organizan estratégicamente en 5 zonas geopolíticas:
- Zona metropolitana
- Zona del Valle del Mocotíes
- Zona Sur del Lago - Pueblos del Norte
- Pueblos del Páramo
- Pueblos del Sur

| Municipios de Mérida |
| --- |
| Lago de Maracaibo Zulia Trujillo Barinas Táchira Alberto Adriani Andrés Bello Aricagua Arzobispo Chacón Cardenal Quintero Guaraque Salas Justo · Briceño Libertador Miranda Ramos · de Lora Padre · Noguera Rangel Rivas · Dávila Santos · Marquina Sucre Tovar Zea Antonio · Pinto · Salinas Campo · Elías Caracciolo Parra · Olmedo Pueblo · Llano Tulio Febres · Cordero |

Geográficamente comprende 2 grandes zonas bien diferenciadas, el Eje montañoso que abarca la mayor cantidad del territorio, constituido por 16 de los 23 municipios y que a su vez se divide en cuatro subregiones geopolíticas: 1) El Páramo, de mayor altitud con climas fríos, vientos y alta pluviosidad, 2) El Valle del Chama o Zona Metropolitana, con altitudes entre 1200 y 1600 m s. n. m., clima templado con zonas áridas secas, temperaturas entre los 14 y los 21 °C, 3) El Valle del Mocotíes, subregión montañosa con descensos bruscos desde los 3000 m s. n. m. hasta los 600 m s. n. m., con climas variados según el piso térmico y vegetación propia de páramos nublados y selvas húmedas, muy fértiles; 4) Pueblos del Sur, subregión de mayor área geográfica pero menor densidad poblacional, ubicadas al sur del Pico Bolívar y la Sierra Nevada, con climas muy similares al Valle del Mocotíes pero largas distancias entre una localidad y otro, con dificultad de acceso víal y gran actividad agrícola. 
Por otro lado se encuentra el pie de monte andino, al sur del Lago de Maracaibo llamado también Eje Panamericano, por encontrarse atravesado por la carretera del mismo nombre, el cual constituye idiosincraticamente a 7 municipios de los 23 totales del estado, aunque su geografía también es variada pues dentro de ella hay localidades escondidas en las montañas de la Sierra de La Culata con estirpe más andino como Torodoy, San Cristóbal de Torondoy, San José de Palmira, Las Virtudes, Santa Apolonia, La Azulita y La Palmita, de climas frescos y vegetación diversa, como la variada cantidad de caseríos y localidades a lo largo de la carretera panamericana destacando El Vigía, Nueva Bolivia, Tucaní, Arapuey, Santa Elena de Arenales, Mucujepe, El Pinar o Guayabones, todas estas de temperaturas altas que van desde los 27 hasta los 35 °C.
Mérida posee un alta cantidad de parroquias, con un total de 86, convirtiéndolo en uno de los estados mas parroquializado del país, y actualmente hay propuestas para la creación de algunas más como: La Culata (Municipio Pueblo Llano), General José María Méndez "El Peñón" (Municipio Tovar), La Carbonera (Municipio Andrés Bello), Arias Bajo (Municipio Libertador), Las Gonzalez (Municipio Campo Elías) y Monseñor Paparoni "Puerto Rico" (Municipio Pinto Salinas). Así como la creación de nuevos municipios como Chiguará-Estanques, El Valle del Chama y Mucutuy-Mucuchachí.

### Demografía
El Estado Mérida tiene una población estimada de 1.031.017 habitantes para el año 2023 según el I.N.E., con una densidad poblacional de 90,74 hab/km², siendo las principales aglomeraciones urbanas el Área Metropolitana de Mérida con 476.761 habitantes (49,6 % población total), la Ciudad de El Vigía con 152.637 habitantes (15,5 % población total), la Conurbación de Tovar (Valle del Mocotíes) con 67.254 habitantes (10,2 % población total) y la ciudad de Nueva Bolivia-Caja Seca con 98.680 habitantes, esta última siendo una aglomeración biestatal, por estar conformada por dos localidades de estados distintos.
Sin embargo se puede mencionar las principales localidades del estado según número poblacional, no agrupadas como conurbaciones siendo el siguiente orden:
La población merideña se encuentra distribuida étnicamente en:
| Etnia            | Porcentaje |
| Blanca           | 63,7       |
| Mezcla de razas  | 32,5       |
| Otra             | 2,7        |
| Negra            | 0,8        |
| Afrodescendiente | 0,3        |

### Población extranjera
| Otros países de América      | Censo2011 | %    |
| Argentina                    | 209       | 0,5  |
| Bolivia                      | 63        | 0,15 |
| Brasil                       | 76        | 0,18 |
| Chile                        | 263       | 0,63 |
| Colombia                     | 33.879    | 81,3 |
| Cuba                         | 542       | 1,31 |
| Ecuador                      | 335       | 0,8  |
| Estados Unidos               | 235       | 0,57 |
| Perú                         | 373       | 0,9  |
| República Dominicana         | 57        | 0,14 |
| Otros Países de África       | 279       | 0,67 |
| Marruecos                    | 2         | 0    |
| Otros Países de Asia         | 60        | 0,14 |
| China                        | 307       | 0,74 |
| Líbano                       | 48        | 0,12 |
| Siria                        | 336       | 0,81 |
| Otros Países de Europa       | 60        | 0,14 |
| España                       | 608       | 1,47 |
| Italia                       | 554       | 1,34 |
| Portugal                     | 156       | 0,38 |
| Otros Países de Oceanía      | 374       | 0,9  |
| Australia                    | 3         | 0,01 |
| Nueva Zelanda                | 1         | 0    |
| Extranjero país no declarado | 2874      | 6,9  |
| Total                        | 41673     | 5,29 |

### Hidrografía

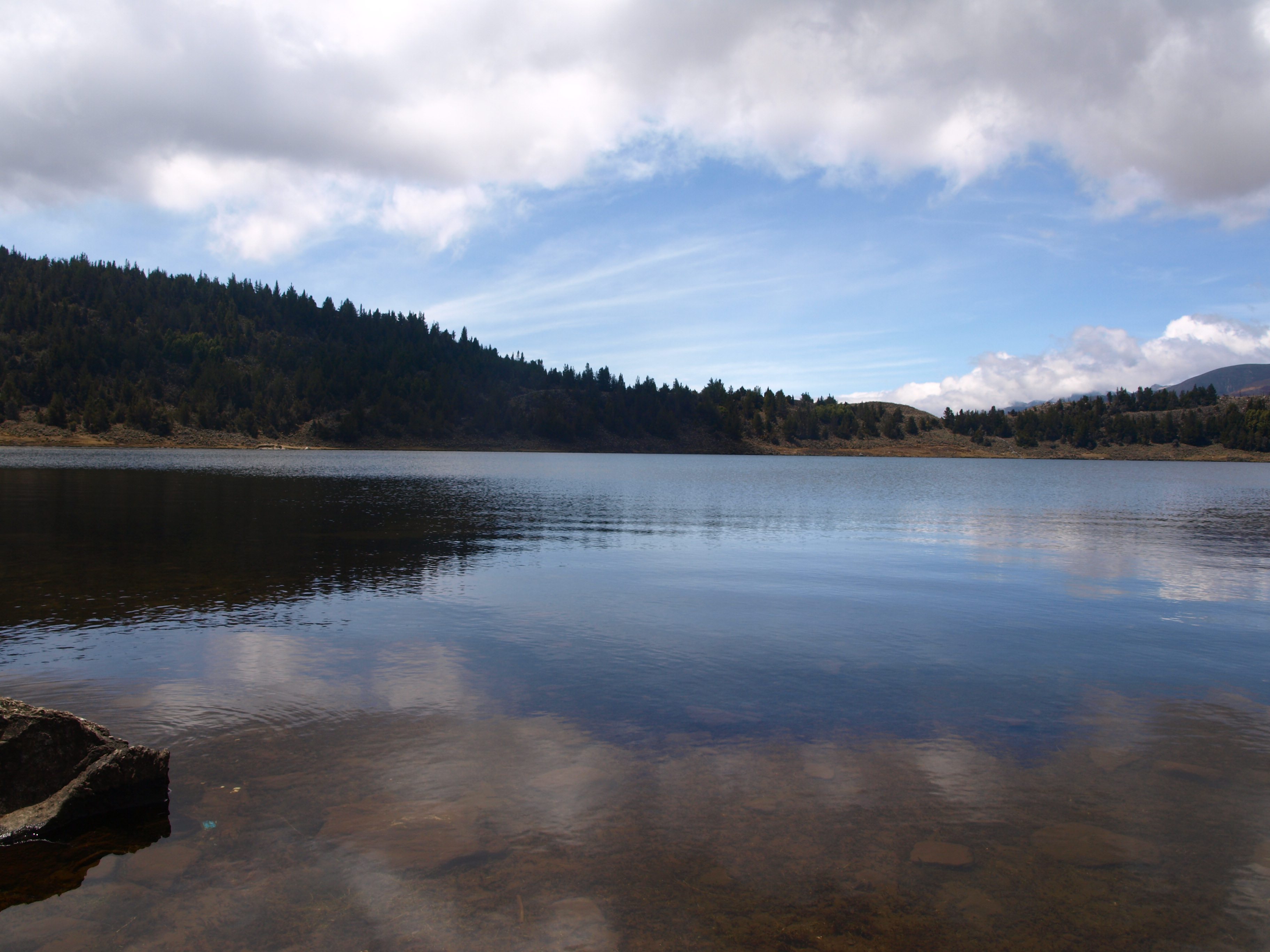
Laguna de Mucubají, parque nacional Sierra Nevada.

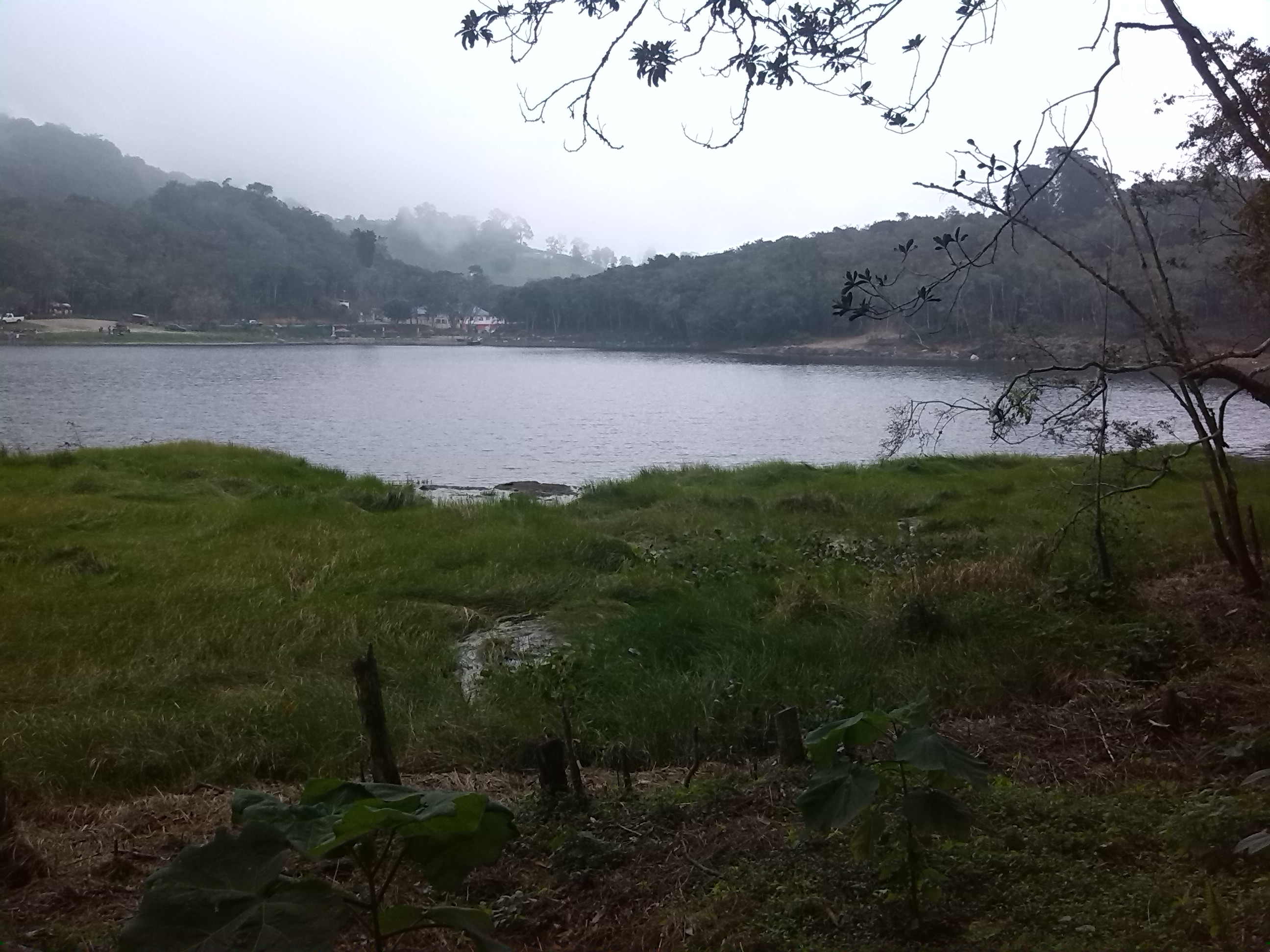
Laguna blanca en el páramo de mariño.

La hidrografía del Estado Mérida es muy variada, pues a lo largo y ancho de su geografía podemos encontrar ríos, riachuelos, quebradas, lagunas naturales y glaciares; inclusive Mérida tiene jurisdicción sobre una pequeña porción del Lago de Maracaibo, en donde ubicamos las playas Palmarito en el Municipio Tulio Febres Cordero en la zona Sur del Lago.

#### Principales ríos
Los ríos del Estado Mérida son ríos de montaña, con un caudal abundante y fuertes pendientes y forman unos cuantos valles profundos y encajados longitudinalmente en el relieve, están ubicados entre las alineaciones andinas de la Sierra de Mérida. Los principales son el Motatán en su cuenca superior y el Chama con sus afluentes el Mocotíes y el Mucujún, los cuales pertenecen a la cuenca del Lago de Maracaibo, mientras que el Santo Domingo, Caparo y Mucuchachí pertenecen a la cuenca del Orinoco por intermedio del río Apure.

#### Principales lagunas
- Laguna La Rosa
- Laguna Lágrima de la India
- Laguna Los Anteojos
- Laguna de Mucubají
- Laguna negra
- Laguna Pico del Toro
- Laguna Verde
- Laguna El Suero
- Laguna de Urao
- Laguna del Humo
- Laguna El Bizcocho
- Laguna de la Cura
- Laguna La Barrosa o del Medio
- Lagunas de Mina y hierro
- Laguna de Los Chorros
- Laguna la Carbonera
- Laguna La Escopeta
- Laguna Brava
- Laguna de Los Lirios
- Laguna Blanca
- Laguna de Santo Cristo

## Arquitectura
En Mérida existe una amplia variedad de estilos arquitectónicos que datan desde el siglo XVII y aún se mantienen en pie. La obra arquitectónica de Juan Félix Sánchez realizada sólo con piedra fue declarada patrimonio nacional.

## Economía
Las principales actividades económicas son la agricultura, el turismo, la ganadería, la agroindustria, la truchicultura, las actividades de servicios asociadas a la Universidad de Los Andes y al gobierno regional y nacional. Mérida es uno de los grandes centros culturales, artesanales y universitarios del país.
Es el primer estado productor de apio, papa, coliflor, lechuga, zanahoria, ajo, remolacha y repollo del país. También se destaca el cultivo de arvejas, cambures, plátano, caraotas, tomate, yuca, cacao, y café.
En el sector pecuario, destaca en ganadería de bovinos (carnes en la zona del lago y leche en la zona montañosa), porcinos y aves. La actividad pesquera ha adquirido gran importancia a través de la cría de trucha en ríos, lagunas y quebradas.
Las industrias presentes en la entidad son fundamentalmente: productos alimenticios, vestidos y utensilios domésticos. El sector turístico reviste gran relevancia, al estar dotado de muy buena infraestructura.
Existe una gran variedad de comercios y servicios que también contribuyen a la economía de Mérida.
Juegan un factor importante en la economía, una gran gama de artículos artesanales, tales como: tejidos de lana en la fabricación de hermosas cobijas, tallados en madera de originales esculturas, artículos de arcilla, dulces típicos, vinos, ponches y licores artesanales elaborados con frutas cultivadas en la región. La mayoría de los turistas adquiere estos productos, generando un ingreso adicional al estado.
La economía se complementa con los ingresos del turismo, el sistema teleférico al ser el más alto y largo del mundo, atrae cada año a miles de personas que se aventuran a ascender hasta las proximidades del Pico Bolívar. Además Mérida es rica en atractivos naturales, basta únicamente con ascender por la carretera trasandina para disfrutar de las bellezas del páramo. Por esta, y por muchas otras razones, es uno de los destino turísticos preferido por venezolanos y extranjeros.
Otra industria de importancia es la Hotelera. Todo el estado Mérida está dotado de una excelente infraestructura hotelera. Existen hoteles de montaña con servicio de cabañas, dotadas de parques infantiles, caballos de paseo, lagos artificiales para la pesca y muchos otros servicios que satisfacen a los turistas más exigentes.

### Yacimientos Minerales
El último estudio realizado en la década de 1970 certificó la presencia de 2.5 millones de toneladas de minerales, con concentraciones de 1.5% de Cobre,  7% de Plomo y 26% de Zinc; con un gran potencial de explotación.
Un proyecto impulsado en 1974 por la extinta entidad estatal de desarrollo económico Corpoandes, junto con empresas japonesas (Dowa Mining Co. y la entonces Nissho-Iwai Co. hoy Sojitz Corp.) e inversionistas locales, planificó la construcción de un horno de fundición con una capacidad de 35 000 toneladas de extracción al año (esta producción supera hoy en día la de países enteros como Serbia); sin embargo, no se materializo este proyecto, debido a la competencia que generaría con el para entonces rico oligopolio del sector agrícola que se opuso al desarrollo minero del municipio, el cual contemplaba la adaptación de ambos sectores a un plan de manejo de los pesticidas en conjunto con los residuos mineros, algo que, debido a su coste, fue fuertemente criticado por los principales productores agrícolas de la localidad, que hasta la actualidad vierten sus residuos en los ríos y vertientes de agua del sector.

## Educación
El Estado Mérida es una entidad con un importante porcentaje de su población dentro de las aulas de clases, su capital por ejemplo cuenta con el 20 y 30 % de la población realizando estudios universitarios y una tasa de alfabetismo del 97 %. Cuenta con una de las universidades de mayor tradición del país, y la segunda en antigüedad: la Universidad de Los Andes. Además, se emplazan en Mérida diferentes instituciones de educación superior como universidades, núcleos universitarios, institutos politécnicos, y colegios universitarios, entre otros.

### Educación inicial, básica, media y diversificada
La educación básica y media cuenta con una gran cantidad de instituciones, en su mayoría de carácter público, dependientes tanto del gobierno nacional como del gobierno estadal. Entre estos tenemos a «Escuela Básica Rafael Antonio Godoy» y el Liceo Antonio Nicolas Rangel, Dr. Armando González Puccini Liceo Libertador y el Liceo Caracciolo Parra en Mérida, el Liceo Alberto Adriani en El Vigía, el Liceo de Ejido en la ciudad homónima, el Liceo José Nucete Sardi en Tovar, por solo nombrar a algunos. Además, existe una importante cantidad de escuelas privadas mantenidas por organizaciones católicas, algunas de las cuales cuentan con las mayores infraestructuras educativas tales como el Colegio «Sagrada Familia», Colegio La Salle de Mérida, el Colegio San Luis, el Colegio Seráfico y el Colegio Fátima en la ciudad capital.
Otras instituciones educativas modelo, que cabe destacar, son las escuelas de idiomas, deportes y música. Importantes conservatorios de música, orquestas y corales tienen su sede en la ciudad. Estos dependen, mayormente, de las universidades o el Estado en el marco del Sistema de Orquestas Sinfónicas, y enseñan a ejecutar múltiples instrumentos musicales, además de instruir en materia de interpretación lírica y desarrollo de la voz. Por su parte, las escuelas de idiomas de más relevancia son las que enseñan el idioma inglés y, en menor medida, el francés y el italiano.

### Educación universitaria
La Universidad de Los Andes (ULA), la más relevante de la región, ofrece por su parte programas de pregrado en diversas áreas artísticas, ciencias de la salud, ciencias forestales, ciencia y tecnología, Ingeniería, ciencias jurídicas, ciencias sociales y económicas, literatura y humanidades, entre carreras cortas y carreras largas, además de cursos, licenciaturas, postgrados, especializaciones, diplomados, entre otros, por lo que reúne más de 40.000 estudiantes y 6000 profesores; ésta se encuentra dividida en 3 núcleos dentro del estado, en las ciudades de Mérida, El Vigía y Tovar, en el caso de la ciudad capital se encuentra distribuida en 4 complejos: «Pedro Rincón Gutierrez» (La Hechicera), La Liria, «Ciclo Básico» (Los Chorros) y el de Campo de Oro, y más de una facultad regada por toda la geografía de la misma como Medicina, Odontología y Artes, establecida desde 1785 en Mérida.
Otra casa de estudios de gran importancia es la Universidad Politécnica Territorial del Estado Mérida "Kléber Ramírez" (UPTM o UPTM-KR), antiguamente conocida como el Instituto Universitario Tecnológico de Ejido (IUTE), tiene su sede principal en la ciudad de Ejido, fue fundada el 25 de noviembre de 1981 por el ejecutivo nacional y elevada al rango de Universidad Nacional Experimental, cambiando su nombre al actual el 14 de febrero de 2012. Posee igualmente extensiones en las ciudades de Tucaní, Tovar y Bailadores.
De más reciente creación son las otras dos universidades que operan en la ciudad, siendo estas la UNA que ofrece carreras de pregrado a distancia y la UNEFA, de corte militar que opera en la ciudad desde 2006 y ofrece también carreras de pregrado relacionadas al campo de la ingeniería. Los principales centros universitarios son:

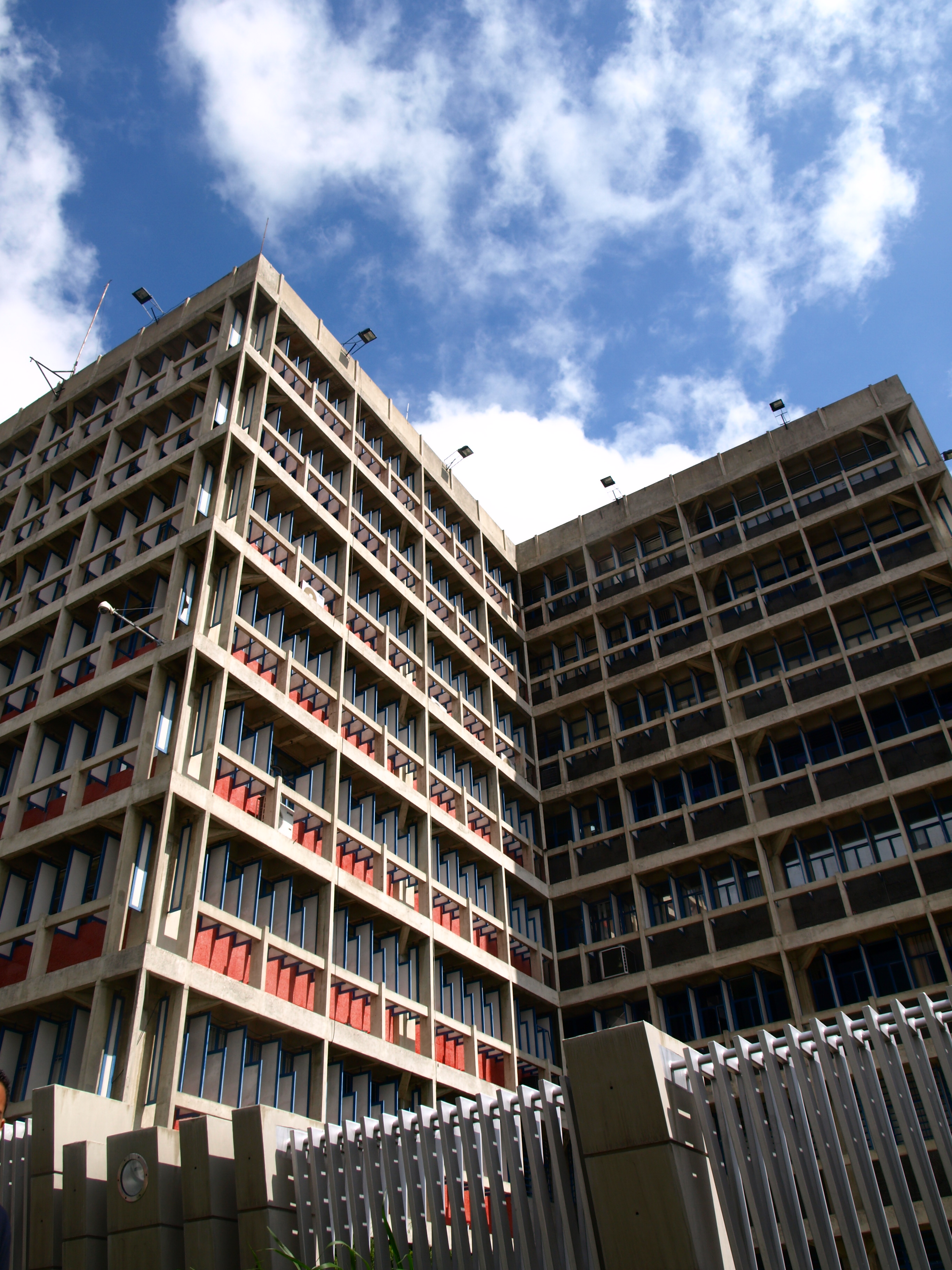
Sede central de las oficinas administrativas de la Universidad de los Andes.

- Universidad de Los Andes, ULA. (Mérida, El Vigía y Tovar)
- Universidad Politécnica Territorial del Estado Mérida, UPTM. (Ejido, El Vigía, Tucaní, Tovar y Bailadores)
- Universidad Nacional Abierta, UNA. (Mérida y Tovar)
- Universidad Nacional Experimental de las Fuerzas Armadas, UNEFA. (Mérida y Tovar)
- Universidad Bolivariana de Venezuela, UBV. (en los 23 municipios)
- Universidad Nacional Experimental Simón Rodríguez, UNESR. (El Vigía)
- Universidad Pedagógica Experimental Libertador, UPEL. (Mérida, El Vigía y Zea)
- Universidad Nacional Experimental del Sur del Lago, UNESUR. (Santa Cruz de Mora)
- Instituto Universitario Politécnico Santiago Mariño, IUPSM. (Mérida)
- Colegio Universitario Hotel Escuela de Los Andes Venezolanos, CUHELAV. (Mérida)
- Instituto Santiago de los Caballeros de Mérida, ISCM. (Mérida)
- Instituto Universitario de Tecnología Antonio José de Sucre, IUTAJS. (Mérida)
- Instituto Tecnológico Universitario Cristóbal Mendoza. (Mérida y El Vigía)
- Instituto Tecnológico de La Frontera, IUFRONT. (Mérida)
- Aldea Universitaria de La Azulita (La Azulita)

### Bibliotecas
La mayor red de bibliotecas está constituida por las bibliotecas de la Universidad de Los Andes, cada facultad dispone de una biblioteca especializada en su área, además de las bibliotecas centralizadas que posee el núcleo universitario «Pedro Rincón Gutierrez» de La Hechicera, conocida como BIACI (Biblioteca Integrada de Arquitectura, Ciencias e Ingeniería), la dirección de deportes, la sede administrativa y demás bibliotecas menores que suman más de una docena de recintos bajo la organización de Serbiula. Además, la ULA posee la mayor cantidad de material de estudio e investigación en forma digital de todo el país, disponible para todo el público, así como diversas hemerotecas entre las que se destacan la hemeroteca de arquitectura de la facultad homónima con una de las mayores colecciones de Latinoamérica.
Aparte de las bibliotecas universitarias, en la ciudad tiene su sede la Biblioteca Bolivariana, que sirve a su vez como galería de exposición, una sucursal de la Biblioteca Nacional, y la Biblioteca Pública Central Simón Bolívar dependiente del gobierno regional. Otras instituciones públicas y privadas como colegios, liceos, iglesias e institutos de idiomas poseen bibliotecas menores a menudo para el uso exclusivo de sus miembros.
Una última biblioteca metropolitana se sumaría a la lista en el año 2006, sin embargo, la sede que sería destinada para la misma fue transferida para uso de la UNEFA y aún no se le ha otorgado un nuevo espacio.

## Ciencia y Tecnología

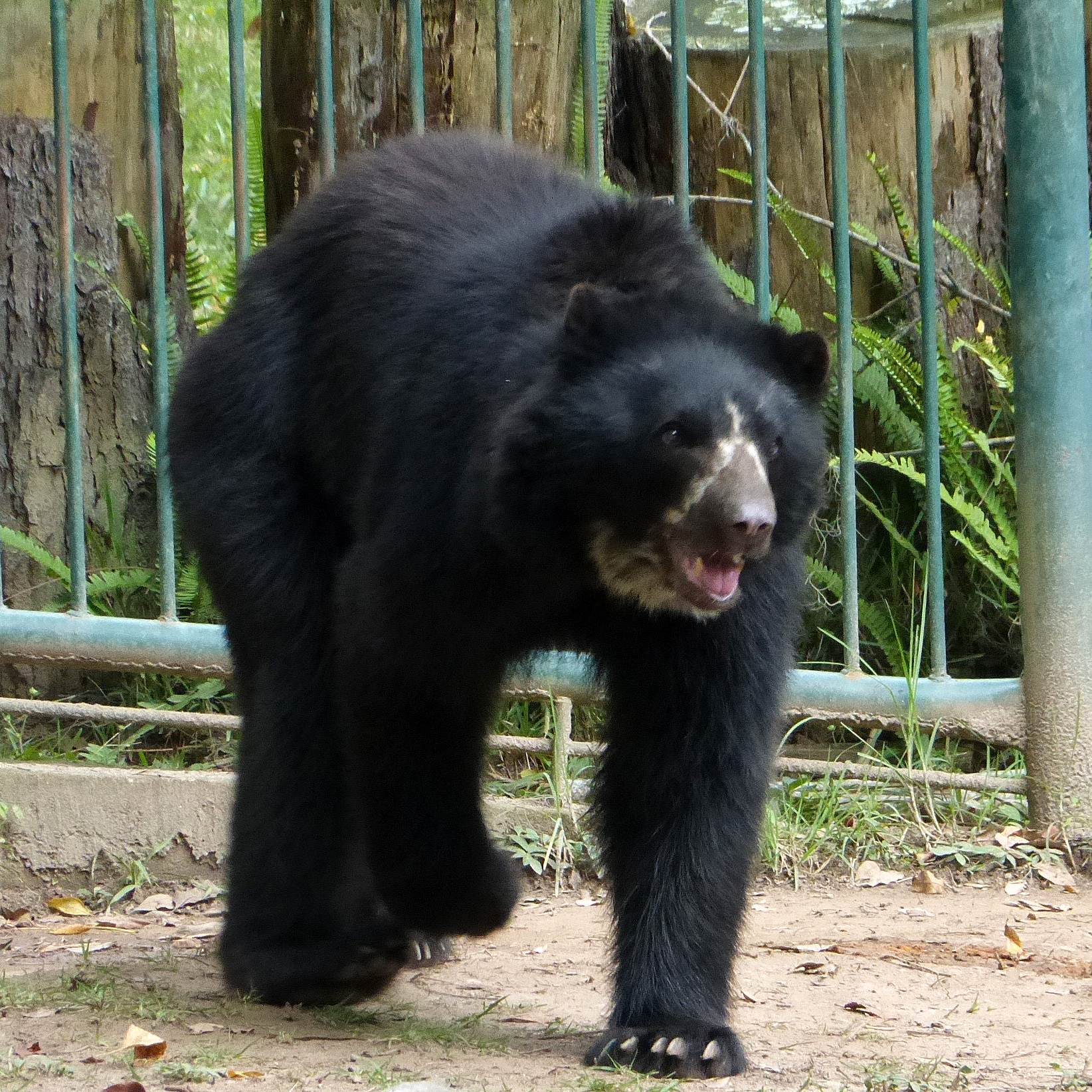
Oso frontino en el Parque Zoológico Chorros de Milla.

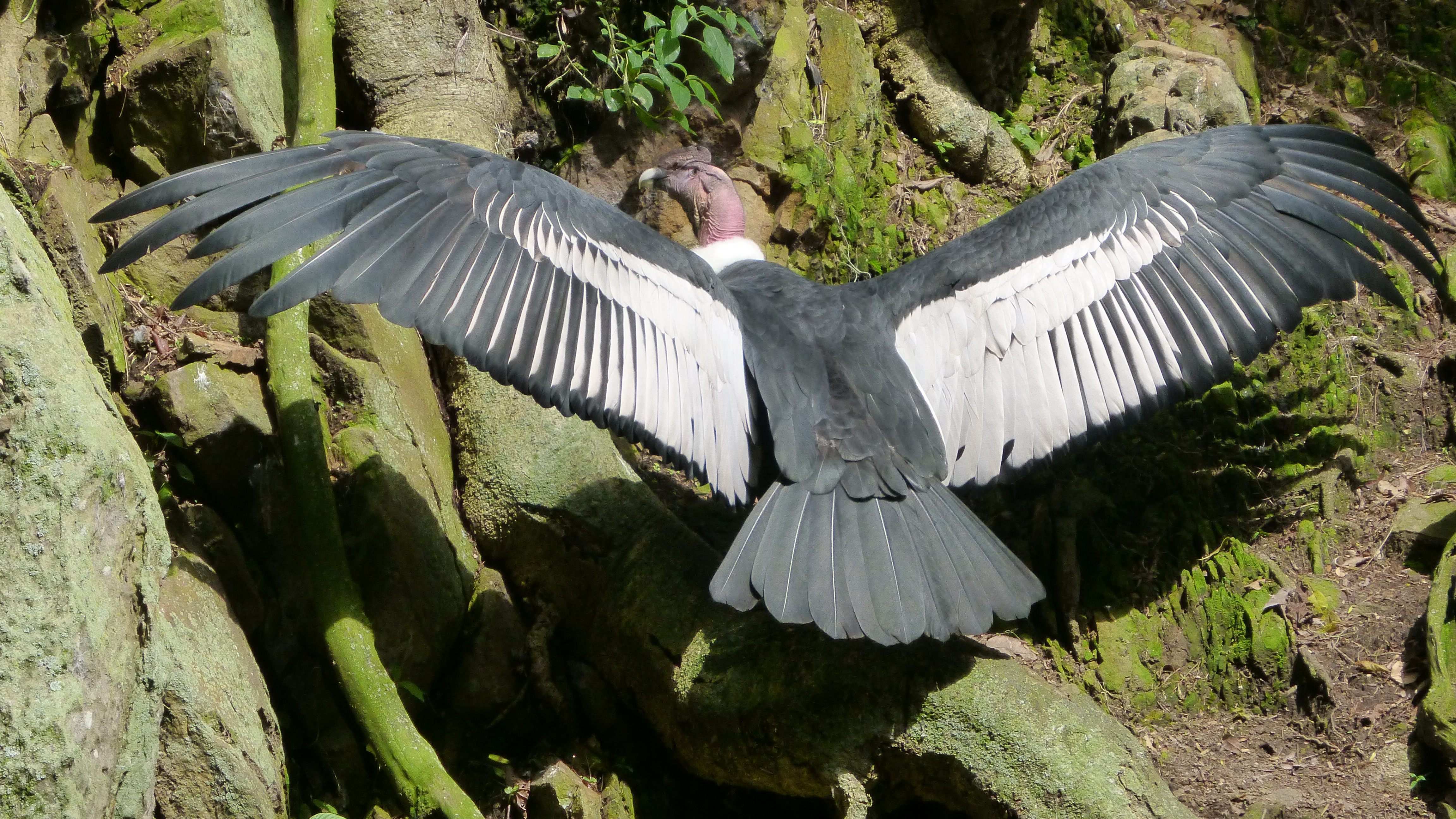
Cóndor de los Andes.

El Estado Mérida es una entidad científica y tecnológica por excelencia, actividad que deriva en gran parte a la presencia de múltiples casas de estudios superiores, así como al aporte de instituciones públicas como el IVIC y Fundacite, las cuales han generado importantes avances a través de investigaciones, desarrollo de nuevas tecnologías y trabajos científicos.
El área metropolitana de Mérida se ha caracterizado por ser la punta de lanza nacional en materia de investigación, innovación, desarrollo de nuevas tecnologías y aplicación de método científico, ya que Mérida es la única ciudad venezolana cuyos índices de profesionales e investigadores están en los niveles sugeridos por la UNESCO, esto llevó a que se decretará la denominada Zona Libre Cultural, Científica y Tecnológica del Estado Mérida en el 14 de julio de 1995, publicada en la Gaceta Oficial de la República de Venezuela N.º 4.937 Extraordinario del mismo año

### IVIC-Mérida

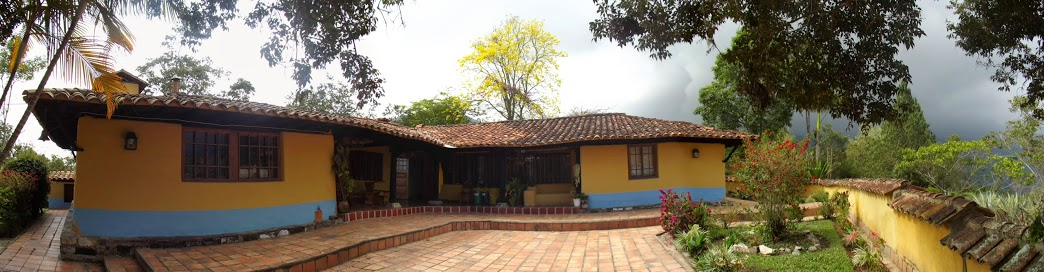
IVIC-Mérida, Finca el Tucuche, Loma de Los Guamos

La dependencia del Instituto Venezolano de Investigaciones Científicas (IVIC) ubicada en el Estado Mérida (IVIC-Mérida) comprende el Centro Multidisciplinario de Ciencias (CMC). El IVIC-Mérida cuenta con dos sedes, una ubicada en el municipio Libertador, y otra en el municipio Campo Elías. Esta última está a pocos kilómetros de Jají, justamente en la comunidad Loma de Los Guamos, en la parroquia Jají. Allí funciona desde 2008 el Laboratorio de Ecología Sensorial (LabEcoSen) y desde mayo de 2013 la Unidad de Articulación Comunitaria (UniArco). Estos equipos agrupan personal multidisciplinario que enfoca sus esfuerzos en diversos temas fundamentales y aplicados relacionados con múltiples disciplinas tales como agroecología, salud, medio ambiente, agricultura y política, sin perder de vista la pertinencia social de los temas de investigación.
En la dependencia de Loma de Los Guamos se coordinan actividades de divulgación y educación científica dirigidas a comunidades y espacios educativos de la zona, se ofrece asesoramiento a otras instituciones asociadas a la investigación y se producen rubros agroecológicos que se distribuyen a través del programa Mano a Mano. Igualmente, se brinda alojamiento en residencia a investigadores visitantes que realizan expediciones científicas en las cercanías.
.
El IVIC-Mérida cuenta con una Estación Meteorológica y un Observatorio Geomagnético. Este último, dependiente del Centro de Investigaciones de Astronomía Francisca Duarte (CIDA), realiza mediciones magnéticas con aplicaciones en navegación aérea, tanto comercial como militar.

## Política y gobierno

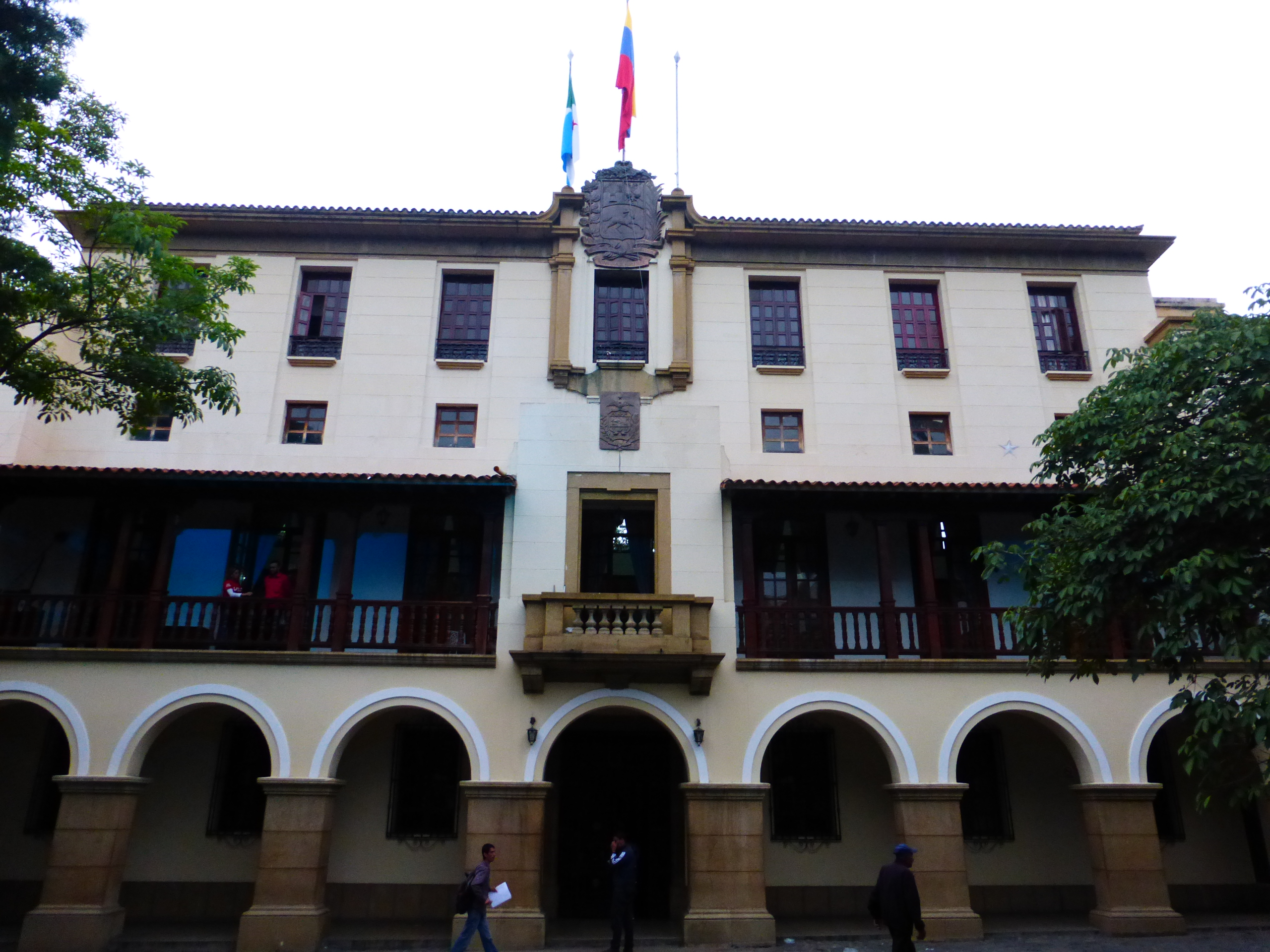
Palacio de Gobierno del estado Mérida.

El Estado es autónomo e igual en lo político al resto de la Federación, organiza su administración y sus poderes públicos por medio de la Constitución del Estado Mérida, sancionada por el Consejo Legislativo el 7 de noviembre de 1995 y que fue promulgada por el gobernador del Estado el 16 de noviembre del mismo año.

### Poder ejecutivo
Está compuesto por el gobernador del Estado Mérida y un grupo Secretarios Estadales. El Gobernador es elegido por el pueblo mediante voto directo y secreto para un periodo de cuatro años y con posibilidad a una reelección inmediata para un periodo igual, siendo el encargado de la administración estatal.
Hasta 1989 los gobernadores eran designados directamente desde el Poder Ejecutivo Nacional, es desde entonces que se eligen directamente en elecciones abiertas.
El actual gobernador del Estado Mérida es Jehyson Guzmán del partido oficialista PSUV, elegido en las Elecciones regionales de Venezuela de 2021 con el 40,77% de los votos.

### Poder legislativo
La legislatura del estado recae sobre el Consejo Legislativo del Estado Mérida unicameral, elegidos por el pueblo mediante el voto directo y secreto cada cuatro años pudiendo ser reelegidos por dos períodos consecutivos, bajo un sistema de representación proporcional de la población del estado y sus municipios, el Estado cuenta con 9 diputados, de los cuales 3 pertenecen a la oposición y 6 al oficialismo.

### Poder judicial
- Corte de Apelaciones y Tribunales Superiores: son los tribunales de máxima jerarquía en el Poder Judicial venezolano, solo con excepción del Tribunal Supremo de Justicia. Las Cortes de Apelaciones se encuentran únicamente en materia penal, mientras que los Tribunales Superiores se encuentran en el resto de las ramas del derecho, aunque éstos, esencialmente, cumplen la misma función. Estos tribunales están distribuidos en todo el país y asignados a ciertas zonas geográficas denominadas circunscripciones judiciales. En la actualidad, existen 24 circunscripciones judiciales, cada una de las cuales abarca el territorio de un Estado, se encargan de conocer todos aquellos recursos establecidos en las diferentes leyes venezolanas, con la sola excepción del recurso de casación, el cual es competencia exclusiva del Tribunal Supremo de Justicia. Estos tribunales corrigen a los tribunales de primera instancia, o su inmediato inferior, ratifica sus decisiones o las anula, los insta y les ordena a cumplir o hacer cumplir ciertas reglas, al igual que conocen y deciden acerca de las inhibiciones, recusaciones, revisiones y amparos constitucionales presentados por las partes en el proceso como tal.
- Tribunales de Primera Instancia: Se dividen en lo civil, mercantil, del trabajo, penal, etc. En el caso del estado Mérida existen 2 tribunales de primera instancia uno ubicado en la ciudad de El Vigía, Municipio Alberto Adriani el cual tiene competencia sobre los Municipios ubicados en el Valle del Mocotíes, Sur del Lago y Pueblos del Norte y otro ubicado en la ciudad de Mérida, Municipio Libertador con competencia en los Municipios ubicados en la Zona Metropolitana, Pueblos del Sur y Pueblos del Páramo.

### Poder electoral
El poder electoral nacional se encuentra representado en el estado Mérida en la sede Regional del CNE a cargo de un coordinador estadal y un equipo de trabajo designado por el ente rectoral nacional, el cual está subordinado al mismo y cuenta con autonomía administrativa durante las elecciones de su competencia.

### Poder ciudadano
Este poder está constituido por los siguientes organismos:
- Defensor del Pueblo del estado Mérida designado por la Defensoría del Pueblo.
- Fiscal general del estado designado por el Ministerio Público.
- Contralor general del estado subordinado a la Controlaría General de la República.

### Museo de Ciencia y Tecnología

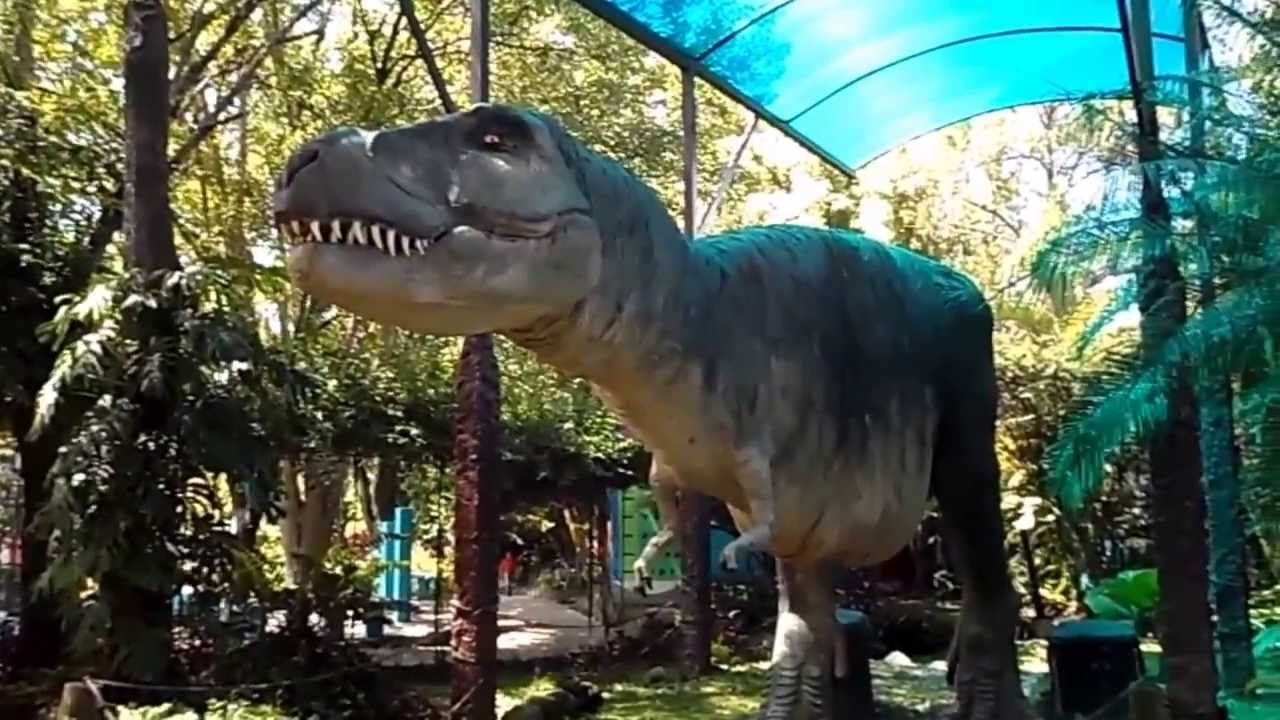
Modelo animatrónico de un dinosaurio

El Museo de Ciencia y Tecnología de Mérida fue inaugurado el 30 de noviembre de 1995, en los espacios donde anteriormente funcionara la antigua central azucarera de Los Andes, con el objetivo de despertar el interés de niños y jóvenes por el tema científico y tecnológico. Este museo es único en su tipo en la región andina venezolana e incluso, a lo largo del tiempo se ha convertido en punto de referencia, en cuanto a los atractivos turísticos con los cuales cuenta el Estado Mérida.

### Centro de Investigaciones de Astronomía (CIDA)

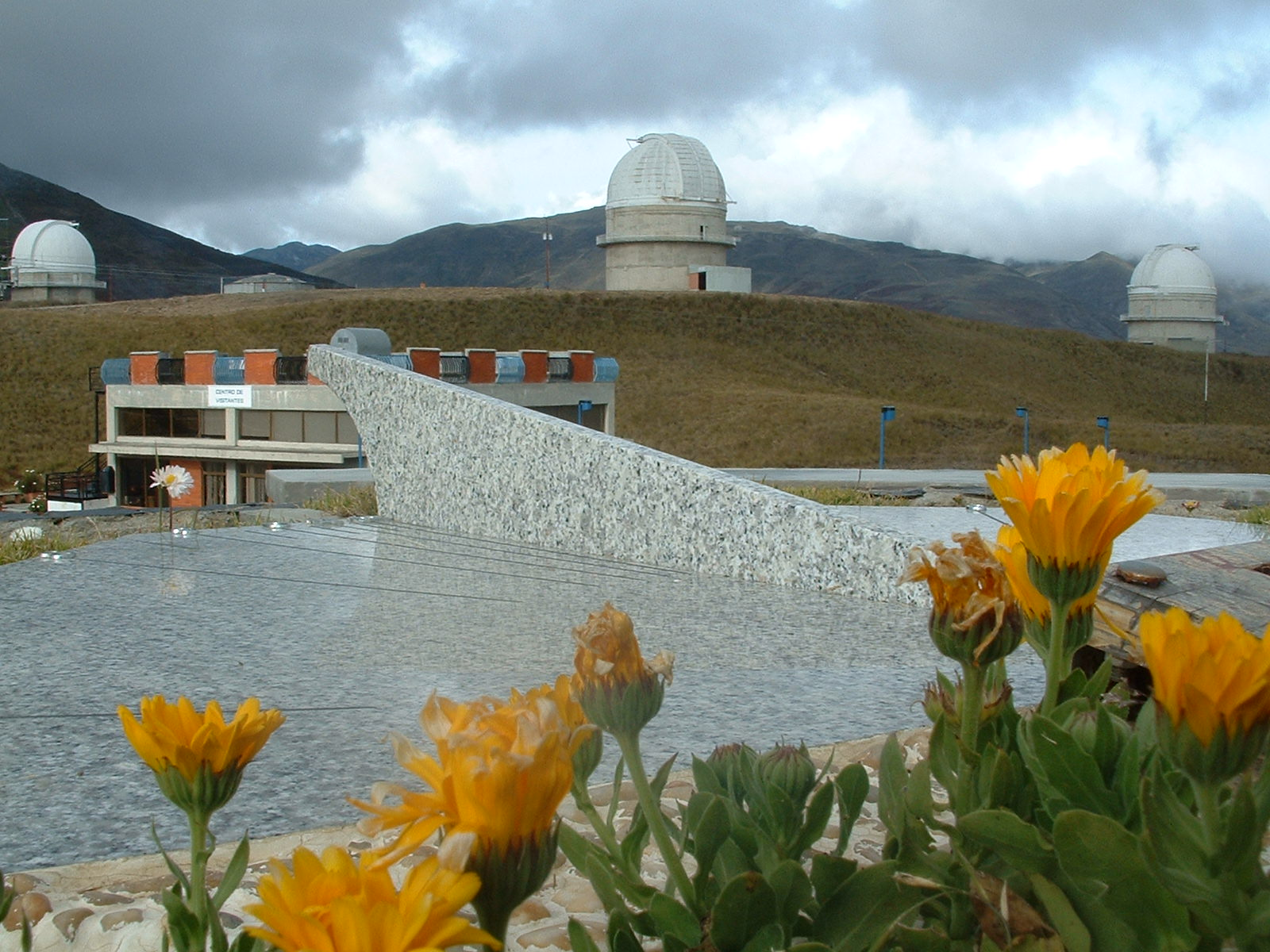
Observatorio Astronómico Nacional de Llano del Hato.

El Centro de Investigaciones de Astronomía "Francisco J. Duarte" (CIDA) es un organismo oficial establecido en la ciudad de Mérida y adscrito al Ministerio de Ciencia y Tecnología de Venezuela. Tiene como función la de promover, investigar y difundir la actividad astronómica en el país por medio de actividades de observación, estudios teóricos y prácticos así como la colaboración e intercambio de información con instituciones homólogas y universidades en otros países.

## Medios de comunicación
El Estado Mérida cuenta con varios medios de comunicación variados desde televisoras; emisoras de radio (privadas, públicas, y comunitarias) y periódicos.

### Televisoras
En Mérida han estado presentes tres televisoras privadas (dos de ellas actualmente fuera del aire), las cuales son:
- Televisora Andina de Mérida, fundada en 1982, fue la primera televisora del estado andino fundada principalmente por la Iglesia Católica local y actualmente sigue transmitiendo con una gran variedad de programación.[30]

- OMC Televisión, fundada en 1998, era un canal de televisión con sede en El Vigía que transmitía por todo el estado. Sin embargo, debido a los problemas económicos, sumando a la muerte de su fundador, el canal sería vendido a un inversionista en la misma ciudad y sería relanzado como Canal V.

- ULA TV, fundada en 1998, fue una televisora fundada por la Universidad de Los Andes y contaba con programación general, cultural, y educativo, sin embargo, actualmente está fuera del aire desde 2017 por órdenes de CONATEL.[31]

### Periódicos
Existe una variedad de periódicos en Mérida, los principales son:
- Diario Frontera
- Pico Bolívar
- El Diario de Los Andes
- Cambio de Siglo

## Sistema de Salud
El estado Mérida es uno de los 7 estados del país firmantes del acuerdo de descentralización del sector salud en 1992, amparado en lo establecido en la Constitución del estado Mérida, hoy Constitución del estado Bolivariano de Mérida (modificado en 2014), está a cargo de la Corporación de Salud del estado Bolivariano de Mérida, quien a su vez se subdivide en Distritos Sanitarios, los cuales se encuentran distribuidos según ubicación geográfica, densidad poblacional y centros de salud existentes, además de Institutos Autónomos en materia de Salud como el Hospital Universitario de Los Andes, FarmaMérida, Nutrición y Alimentación, Plan Salud, Desarrollo Social y Hospital Sor Juana Inés de la Cruz; el sistema público regional de salud no es el único pues existen sistema paralelos tanto públicos, mixtos como privados, como por ejemplo el Instituto Venezolano de los Seguros Sociales quien posee oficinas administrativas y un centro Hospitalario, el sistema de salud de la Universidad de Los Andes: posee el Instituto de Prevención Profesoral (APULA IPP) y el Centro de Atención Médica Integral (CAMIULA), el Instituto de Protección y Asistencia Social del Magisterio Educativo (IPASME) dependiente del Ejecutivo Nacional y otro del Ejecutivo Regional, Pabellón Militar adscrito al MPPDS, Laboratorios de Salud Pública adscritos al Instituto Nacional de Higiene "Rafael Rangel" así como los sistemas privados de salud que funcionan dentro del territorio.

### Corporación de Salud
La Corporación de salud se fundó el 14 de agosto de 1995, según Gaceta Oficial N°04 Extraordinaria del Gobierno del Estado Mérida, con la misión y visión de promover la salud y prevenir las enfermedades en la población merideña, al cual se encuentran adscritos 6 distritos sanitarios y 23 municipios saludables, su rectoría está a cargo del director general del ente bajo la tutoría del Consejo Directivo; en esta institución funcionan diversos programas de salud y coordinaciones de áreas y servicios en materia sanitaria los cuales administran los destinos del sistema de salud en el estado Mérida.

### Distritos Sanitarios
El sistema de salud del estado Mérida se subdivide en 6 regiones o Distritos Sanitarios, estos tienen competencias de Planificación del de actividades de prevención y promoción, así como la jefatura de recursos humanos, manejo de recursos económicos y coordinación de centros de salud.
- Distrito Sanitario Mérida: Municipios Libertador, Campo Elías, Santos Marquina y Aricagua.

- Distrito Sanitario El Vigía: Municipios Alberto Adriani, Obispo Ramos de Lora y Andrés Bello.

- Distrito Sanitario Tovar: Municipios Tovar, Antonio Pinto Salinas, Rivas Dávila, Zea y Guaraque.

- Distrito Sanitario Tucaní: Municipios Caracciolo Parra y Olmedo, Tulio Febres-Cordero, Julio César Salas y Justo Briceño.

- Distrito Sanitario Lagunillas: Municipios Sucre, Arzobispo Chacón y Padre Noguera.

- Distrito Sanitario Mucuchíes: Municipios Rangel, Miranda, Cardenal Quintero y Pueblo Llano.

### Hospitales Generales
- Hospital Universitario de Los Andes: es un Instituto Autónomo adscrito a la Gobernación del estado Mérida, posee 483 plazas camas, más de 33 especialidades médicas, servicios de imagenología básica y especializada, servicio de nutrición, servicio de farmacia hospitalaria y social, servicios de laboratorio clínico básicos y especializados, unidades de investigación y docencia, medicina legal y morgue, unidades de cuidados especiales y unidad de Larga Estancia.

- Hospital Sor Juana Inés de La Cruz: antiguamente adscrito a la Arquidiócesis de Mérida, se ubica en el segundo nivel de atención médica, cuenta con 3 quirófanos, 85 plazas camas, servicios de apoyo diagnóstico y asistenciales.

- Hospital "Dr. Tulio Carnevalli Salvatierra" del IVSS: es una infraestructura de Salud perteneciente al Instituto Venezolano de Seguro Social, se ubica en el segundo nivel de atención médica y cuenta con una importante plaza camas, así como diversas especialidades médicas y servicios de apoyo diagnóstico y asistencial.

- Hospital San Juan de Dios: es un Centro de Atención Integral en Salud que funciona como Hospital de Especialidades tipo III, ubicado en el III nivel de Atencióno de salud mental, sin embargo funcionan otros servicios, principalmente tiene fines de instut. Forma parte de la Red Preventivo-Asistencial del Programa Regional de Salud Mental, cooperando con Corposalud Mérida y la Universidad de Los Andes.

- Hospital General de El Vigía: (En construcción) Según información del Ministerio en la materia se construye con la intención de aperturar una sala de emergencias completa para pacientes adultos y para casos pediátricos, así como también dos quirófanos, sala de rayos X, laboratorio clínico, servicio de hospitalización para adultos y niños, atención materno-Infantil, obstetricia, cuidados neonatales, imageneología y centro de distribución de sangre, de igual forma 52 camas, áreas para el personal, plantas eléctricas, y sistema de gases medicinales.[33]

- Hospital II El Vigía: en el pasado fue la principal infraestructura hospitalaria de la ciudad del Vigía, en la actualidad ha sido desplazada por el Hospital General, cuenta con tres quirófanos para cirugías generales y especializadas, se ha caracterizado por la atención traumatológica, posee 150 camas hospitalarias.

- Hospital II "San José" de Tovar: es la principal infraestructura hospitalaria del Valle del Mocotíes, posee 115 camas, emergencia general, cuarto frío para morgue, y más de 10 especialidades médicas.

## Turismo

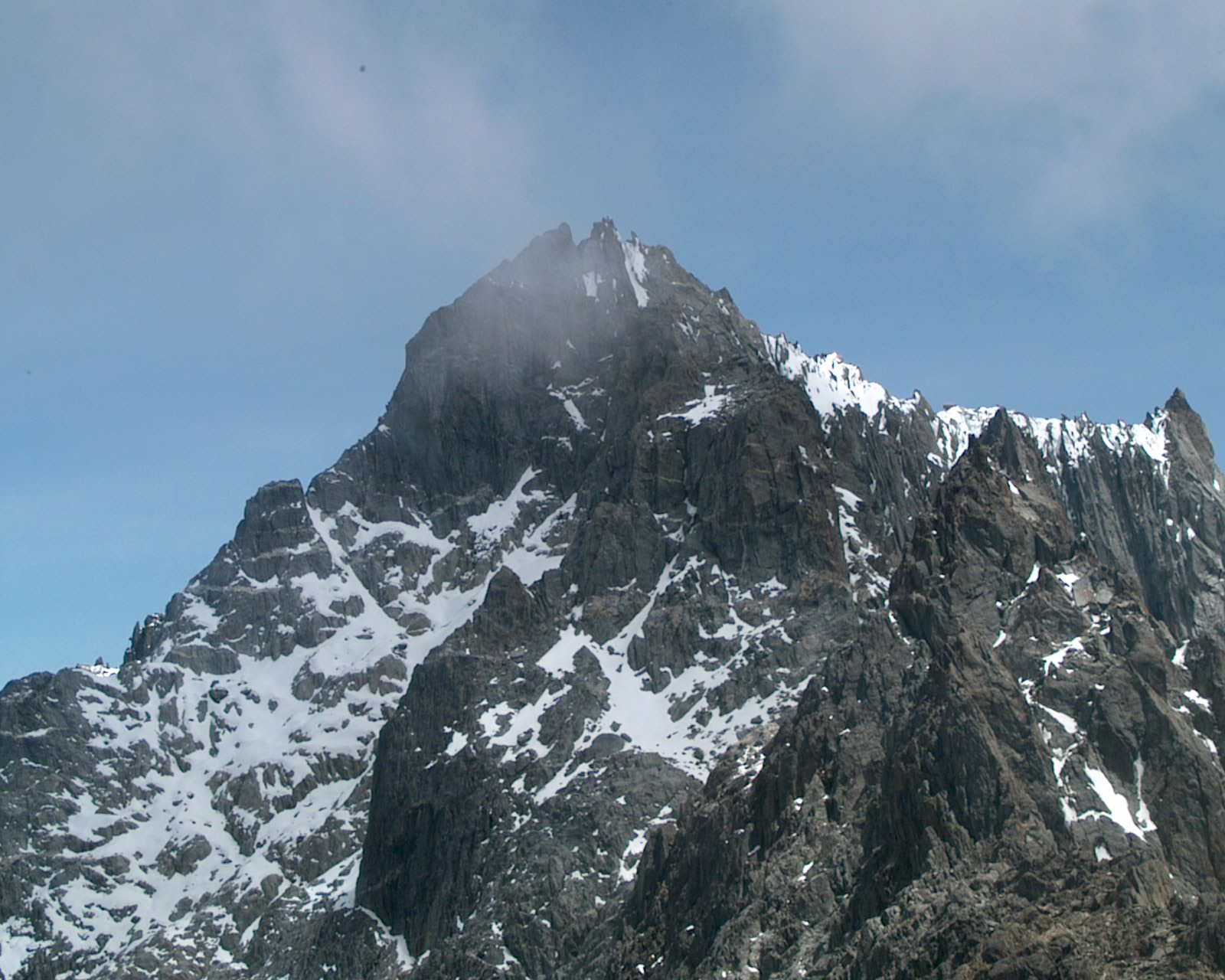
El Pico Bolívar visto desde la estación del Pico Espejo del Teleférico de Mérida.

### Patrimonios naturales

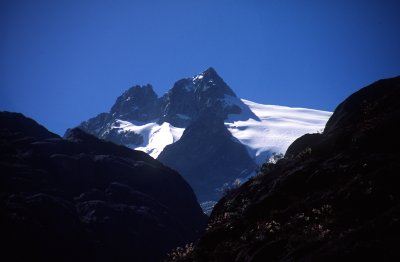
Pico Humboldt, visto desde el Coromoto La pista Verde.

El Estado Mérida cuenta con una gran cantidad de atractivos turísticos naturales, lo cual lo ha caracterizado como una potencia turística en su economía, su inmensa diversidad geográfica a causa de su transición entre la Región de los Andes y sus regiones de menor altitud como la  zona sur del Lago de Maracaibo le confiere distintos climas y variadas temperaturas, propicio para cada uno de los gustos vacacionales ofreciendo parajes de Montaña y Playa en un mismo estado.
Gran parte del turismo de Mérida es motorizado por el Sistema Teleférico Mukumbarí, el cual dispone de 5 estaciones y es el más alto, largo y moderno del mundo. De igual forma el frío clima de los páramos merideños atraen a turistas de todo el país, y en los últimos años se ha convertido en un destino muy llamativo la población de La Azulita, pues tiene una variedad importante de atractivos como cascadas, pozos, senderos y hermosos paisajes.
Algunos atractivos naturales son:

### Parques nacionales
| - Parque nacional Sierra Nevada. - Pico Bolívar. - Pico Espejo. - Laguna de Mucubají. - Laguna Negra. - Laguna del Santo Cristo. - Parque nacional Juan Pablo Peñaloza - Páramo de Mariño. - Páramo de la Negra. - Laguna de Las Palmas. - Laguna de Los Lirios. - Laguna Blanca. | - Parque nacional Sierra de La Culata - Collado del Cóndor (conocido como el Pico El Águila). - Pico El Gavilán. - Pico Mucuñuque. - Refugio del Cóndor. - Páramo de Mistafi. - Páramo de los Conejos - Parque nacional Tapo-Caparo - Reserva Forestal de Caparo. - Embalse de Caparo. |

| Monumentos Naturales: - Monumento natural Chorrera de las González. - Monumento natural Laguna de Urao. - Monumento natural Meseta la Galera | Parques Naturales Regionales: - Aguas termales de Chiguara. - Aguas termales de Jají. - Aguas termales de Tabay. - Aguas termales de Santa Apolonia. - Aguas termales Valle de la Quebrada de las Tapias. - Parque natural Cascada De La India Carú. - Parque natural Cascada El Guayabal. - Balneario de Palmarito. - Balneario de Cucuchica. - Parque Recreativo La Palmita en La Azulita - Parque Recreativo Cuevas del Quebradón en La Azulita - Entre otras |

### Patrimonios edificados

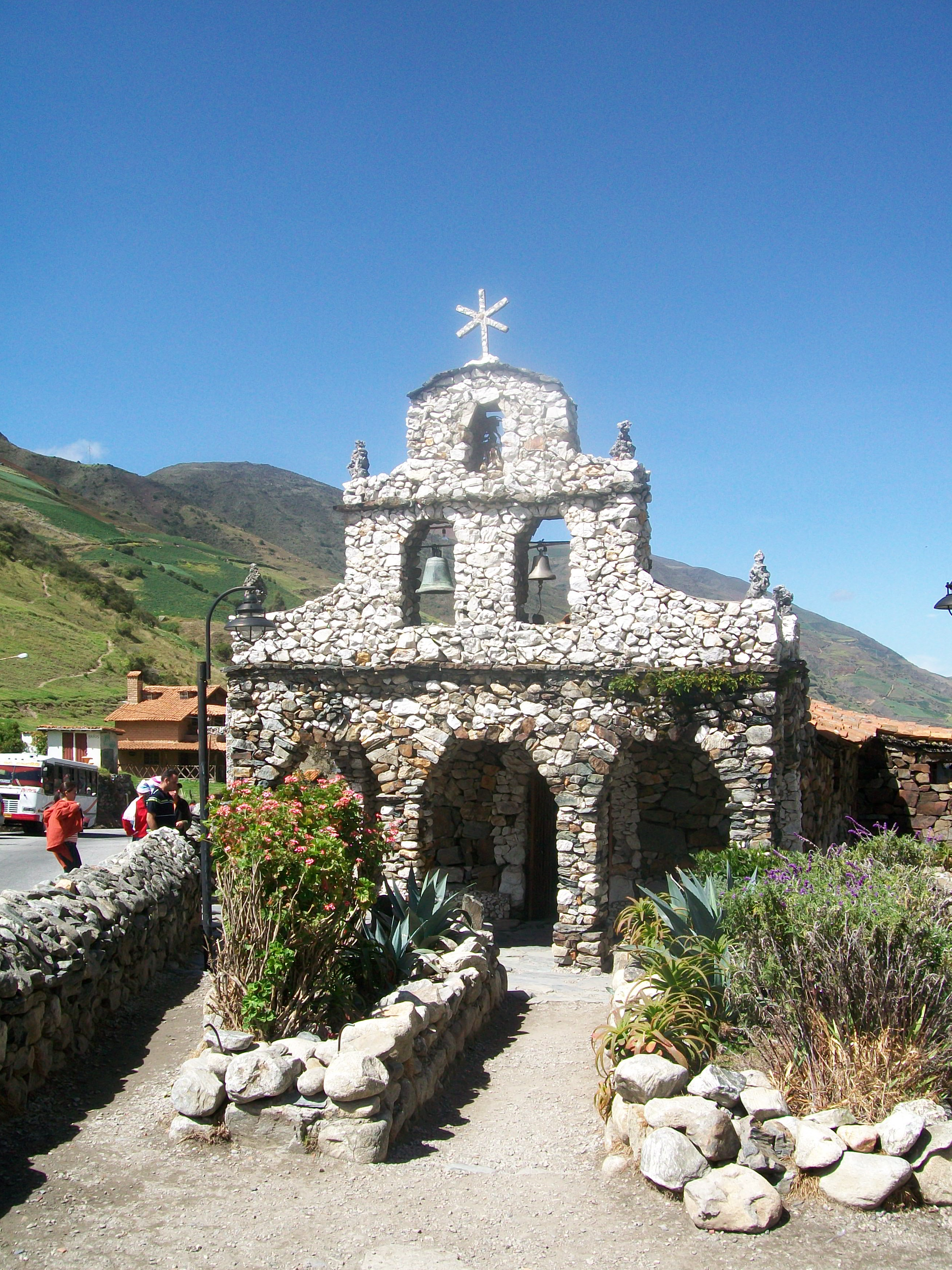
Capilla de Piedra, San Rafael de Mucuchíes, Municipio Rangel.

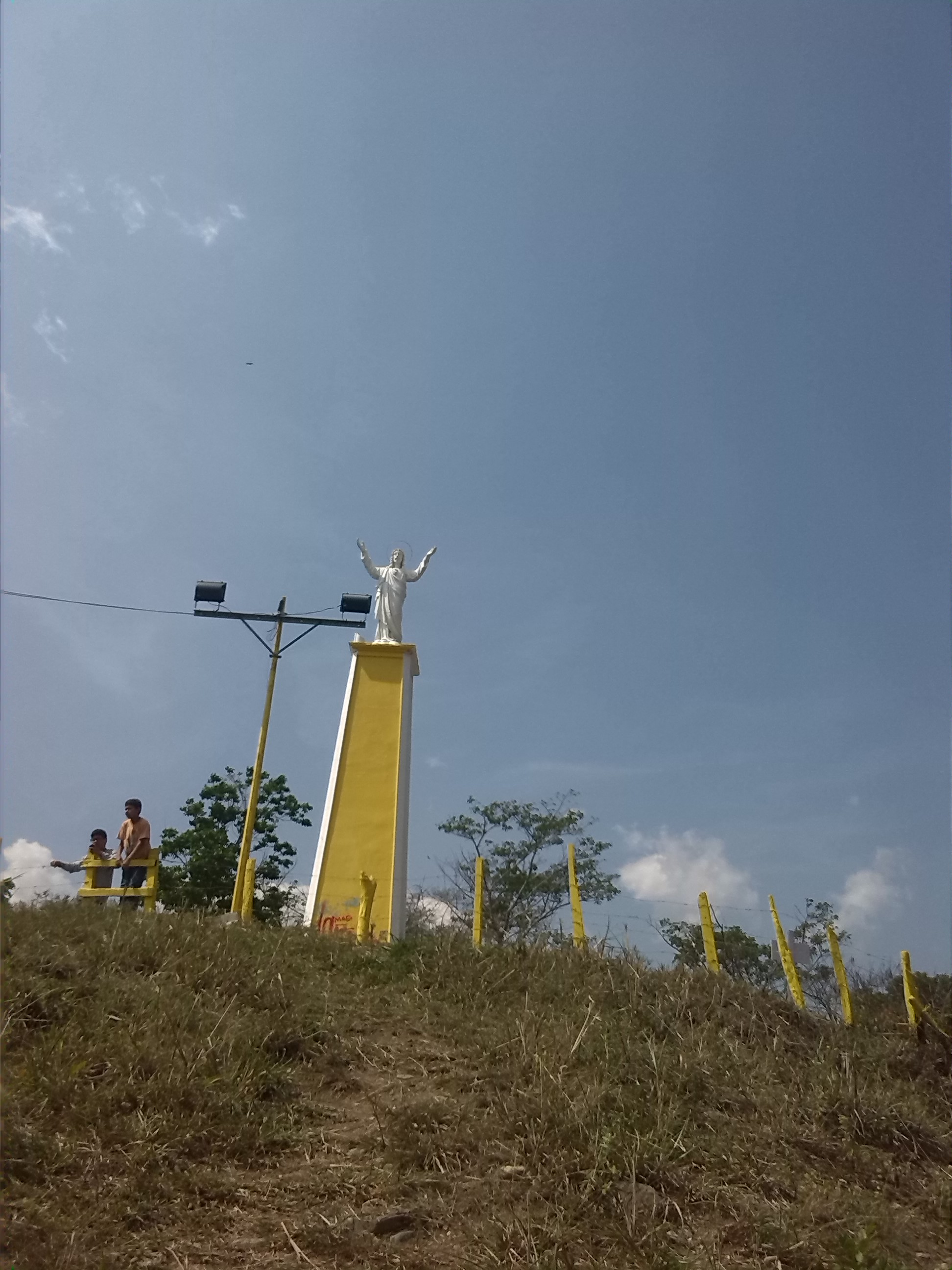
Vista del Cristo Rey en el Municipio Tovar.

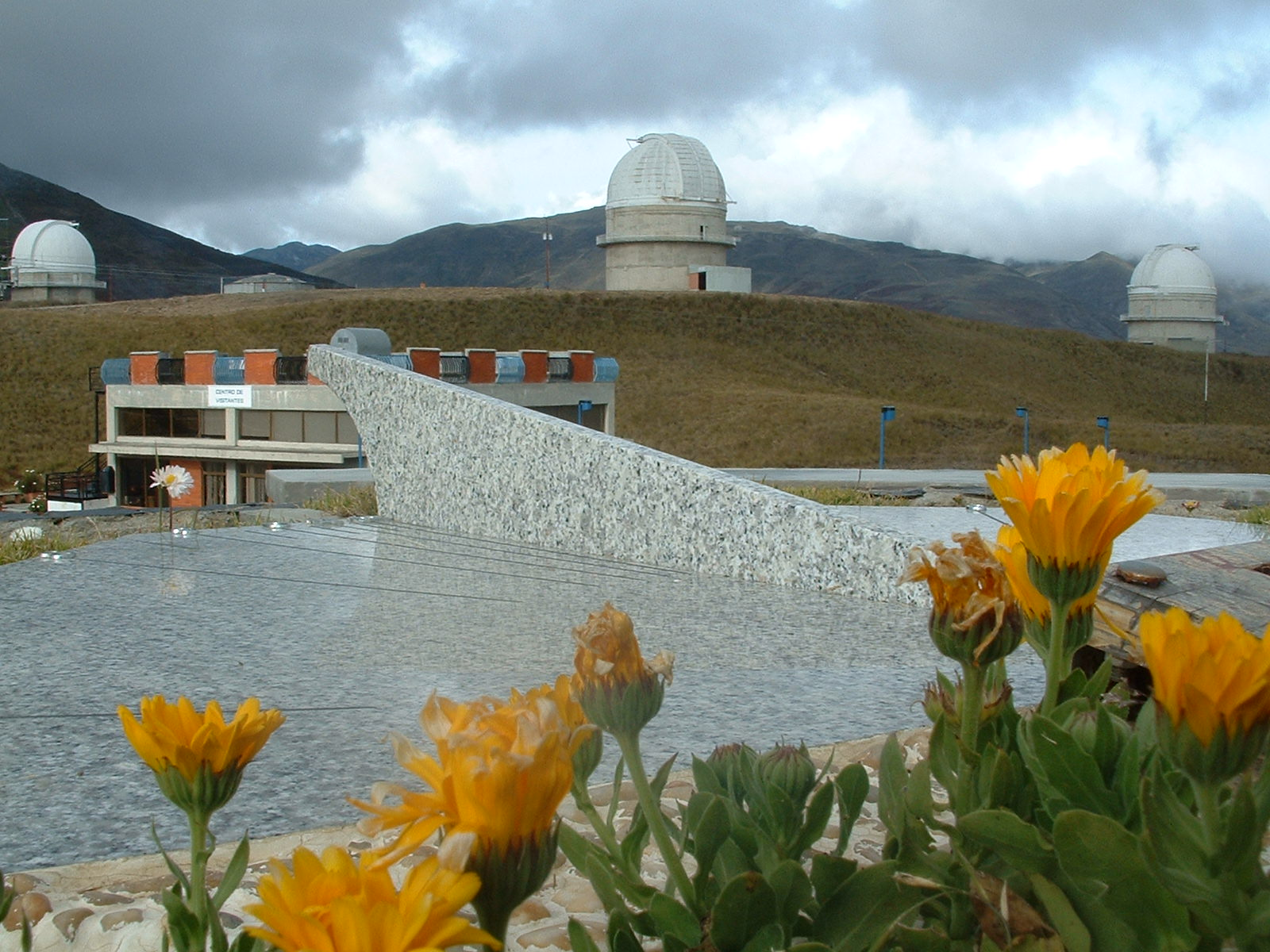
Observatorio Astronómico Nacional Llano del Hato.

Parques Temáticos y Complejos Turísticos
- Parque Temático La Venezuela de Antier.
- Parque Temático La Montaña de los Sueños.
- Parque Temático Los perros.
- Complejo Turístico EcoWild.
- Parque Temático Lusitanos.
- Parque Zoológico Chorros de Milla.
- Parque Jardín Acuario de Mérida.
- Complejo Turístico Los Andes: Parque La Isla y Centro Internacional de Convenciones Mucumbarila.
- Complejo Turístico Vegasol.
- Sistema de Transporte Turístico Teleférico de Mérida. (Mukumbari)
- Trucha-cultura.

Museos, Galerías y Centros Culturales
- Rectorado de la Universidad de Los Andes: Aula Magna, Museo Arqueológico de Mérida y Teatro César Rengifo.
- Escuela de Música de la Universidad de Los Andes: Galería de Arte La Otra Banda.
- Palacio Arzobispal de Mérida: Museo Arquidiocesano.
- Hacienda La Victoria: Museo del Inmigrante y del Café (Santa Cruz de Mora).
- Museo de Arte Colonial.
- Museo de Arte Moderno Juan Astorga Anta.
- Museo de Arte de Tovar José Lorenzo Alvarado.
- Museo Inmaculada Concepción.
- Museo Mariano Picón Salas.
- Centro Cultural Tulio Febres Cordero, Mérida.
- Centro Cultural Mariano Picón Salas, El Vigía.
- Centro Cultural Elbano Méndez Osuna, Tovar.
- Centro Cultural Carlos Febres Pobeda, Mérida.
- Casa Bosset.
- Casa de la Cultura Juan Félix Sánchez.
- Casa de los Gobernadores.
- Biblioteca Bolivariana de Mérida.
- Casa Bolivariana de Bailadores.
- Museo Histórico Taurino de Tovar, Museo de Arte Contemporáneo y subsede de la Orquesta Sinfónica Juvenil del estado Mérida.
- Museo Taurino de Mérida.
- Museo de Ciencia y Tecnología de Mérida.
- Observatorio Astronómico Nacional de Llano del Hato del Centro de Investigaciones de Astronomía.

Edificios y Monumentos
- Catedral Metropolitana de Mérida: Basílica Menor de Nuestra Señora de la Inmaculada.
- Basílica Menor de Santa Lucía, Timotes.
- Santuario Inmaculada Concepción, La Azulita
- Santuario Diocesano de Nuestra Señora de Regla, Tovar.
- Santuario Diocesano de Nuestra Señora de La Candelaria, Bailadores.
- Santuario Diocesano de Nuestra Señora de La Inmaculada, La Azulita.
- Monumento al Cóndor de Los Andes: en conmemoración al paso de Bolívar por el Collado del Cóndor.
- Monumento al Cristo Rey de la Galera en la ciudad de Tovar.
- Monumento La Columna de Bolívar.
- Castillo de San Ignacio.
- Monumento a la Loca Luz Caraballo.
- Capilla de piedra Virgen de Coromoto.
- Mercado Principal de Mérida.

## Deportes
Mérida es una entidad deportiva por excelencia, sede de diferentes clubes y franquicias deportivas, que representan localidades, casas comerciales, entidades públicas, instituciones educativas, municipios e inclusive el estado en diversas competiciones; el territorio merideño ha sido escenario de diversas prácticas deportivas como el ajedrez, fútbol, béisbol, ciclismo, natación, basquetbol, voleibol, trekking, atletismo, alpinismo, parapente, tenis, pelota vasca, judo, taekwondo, karate, esgrima, tenis de mesa, gimnasia, fútbol sala, voleibol playa, softbol, bolas criollas, entre otras disciplinas.
A lo largo de toda la región existen una diversidad de escenarios deportivos de alta competencia y de deporte callejero lo cual caracteriza a Mérida como una entidad deportiva importante en el país, hecho que ha sido consolidado por los diferentes entes deportivos nacionales e internacionales cuando han puesto fe en sus localidades para ser sede de diferentes torneos como:
- Copa América Venezuela 2007
- Campeonato Sudamericano Sub-20 de 1977
- Copa Libertadores de América
- XXI Juegos Centroamericanos y del Caribe
- XVI Juegos Nacionales Andes 2005
- IV Juvines ULA 85
- VII Juvines ULA 94
- XIV Juvines ULA 2007

Mérida posee importantes instalaciones polideportivas y olímpicas en todas las localidades y municipios, siendo las principales:

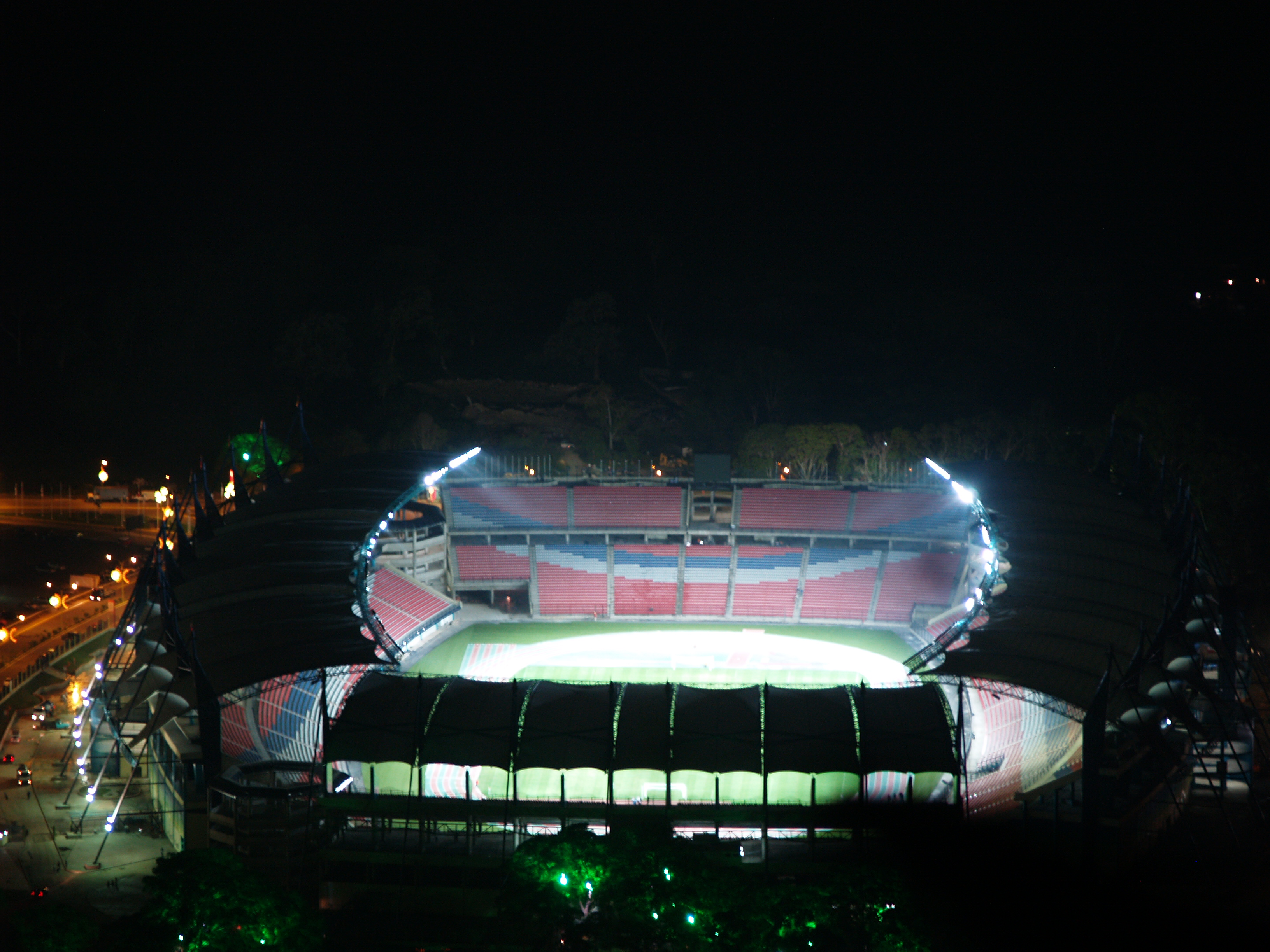
Estadio Metropolitano de Mérida.

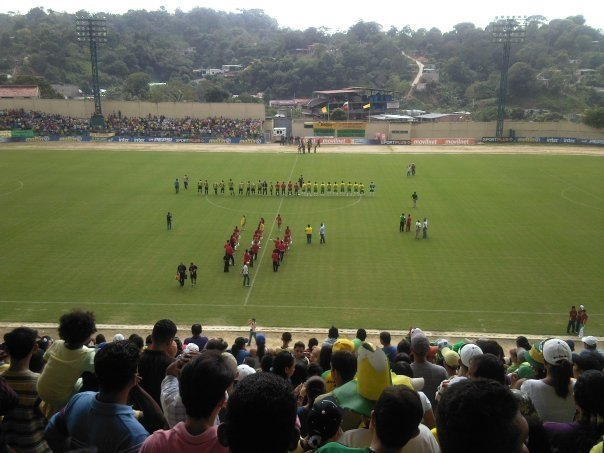
Estadio Ramón Hernández.

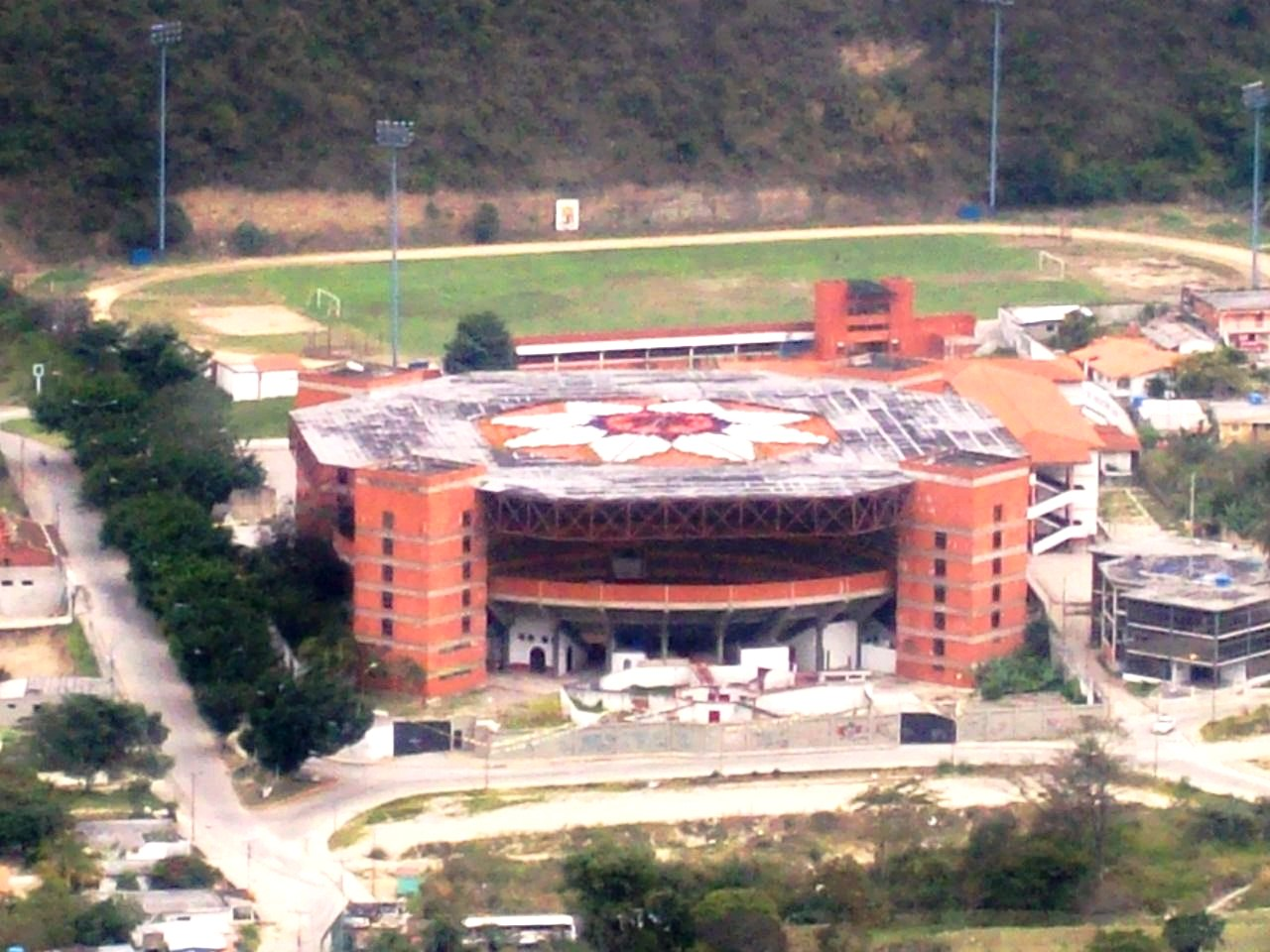
Complejo Recreativo Claudio Corredor Muller.

- El Complejo Olímpico Metropolitano 5 Águilas Blancas de la Ciudad de Mérida, en el cual se encuentran el Estadio Olímpico Metropolitano de Mérida de capacidad para 42.200 personas, la Manga de Coleo Álvaro Parra Dávila, una piscina olímpica, un complejo de canchas de tenis, y diversos gimnasios especializados para la práctica de Judo, Gimnasia, Kárate, Esgrima y Tenis de Mesa.
- El Complejo Polideportivo Los Andes de la Ciudad de Mérida, conformado por el Gimnasio 9 de octubre, el Gimnasio de Fuerza, el Gimnasio de Tae-kwon-do, el Estadio Municipal de Béisbol Libertador y el Estadio Olímpico Guillermo Soto Rosa.
- El Complejo Polideportivo Carlos Maya de la Ciudad de El Vigía, ubicado en la urbanización Buenos Aires, conformada por el Estadio Ramón Hernández, el estadio de Béisbol Acacio Sandia Ramírez, el complejo de piscinas América Bendito, Gimnasio múltiple Óscar Ortega y el Gimnasio de Boxeo José Luis Varela.[34]
- El Complejo Polideportivo Campo de Oro de la Universidad de Los Andes, ubicado en la Ciudad de Mérida, cuenta con una piscina olímpica, un estadio de Softbol, dos estadios de béisbol menor, un engramado para la práctica de fútbol y rugby, un campo abierto para el entrenamiento de fútbol y rugby y un complejo de canchas de arena.
- El Complejo Polideportivo Italo D' Filippis de la Ciudad de Ejido, conformado por una piscina corta y un complejo de canchas múltiples.
- El Complejo Recreacional Claudio Corredor Muller de la Ciudad de Tovar conformado por el Estadio Olímpico Municipal Ramón Chiarelli, la Piscina Olímpica Teresita Izaguirre y la Plaza de Toros de Tovar también llamada Coliseo el Llano con capacidad para 9000 espectadores.

### Fútbol
Mérida es el lugar de nacimiento del equipo más antiguo del fútbol venezolano Estudiantes de Mérida F.C., además de otros equipos como lo es Unión Atlético El Vigía Fútbol Club, ULA F.C., entre otros.

#### Equipos
| - Estudiantes de Mérida: Es un equipo Merideño que juega en la Primera División del Fútbol profesional de Venezuela, fue fundado el 4 de abril de 1971, y su debut fue el 12 de octubre de 1971, ante el Deportivo Portugués de Caracas, al que derrotó dos goles por uno. - ULA F.C.: La Universidad de Los Andes Fútbol Club comúnmente referido como Universidad de Los Andes, ULA FC o el ULA Mérida, es un equipo de la liga de fútbol profesional de Venezuela que tiene sede en la ciudad de Mérida, fundado en el año 1977, ha participado en torneos internacionales como la Copa Libertadores y ganando competencias nacionales de la primera como de la segunda división. | - Unión Atlético El Vigía Fútbol Club: Equipo Merideño que juega en la Segunda división del Fútbol profesional de Venezuela, es un equipo de fútbol venezolano, nace en octubre del año 1987 con el nombre de El Vigía Fútbol Club, tiene su sede en la ciudad de El Vigía-Estado Mérida. - Tovar FC: este equipo fundado en el año 2014 juega en la tercera división del Fútbol profesional de Venezuela, tiene como sede el Estadio Olímpico Municipal Ramón Chiarelli Díaz de la ciudad de Tovar. |

### Béisbol

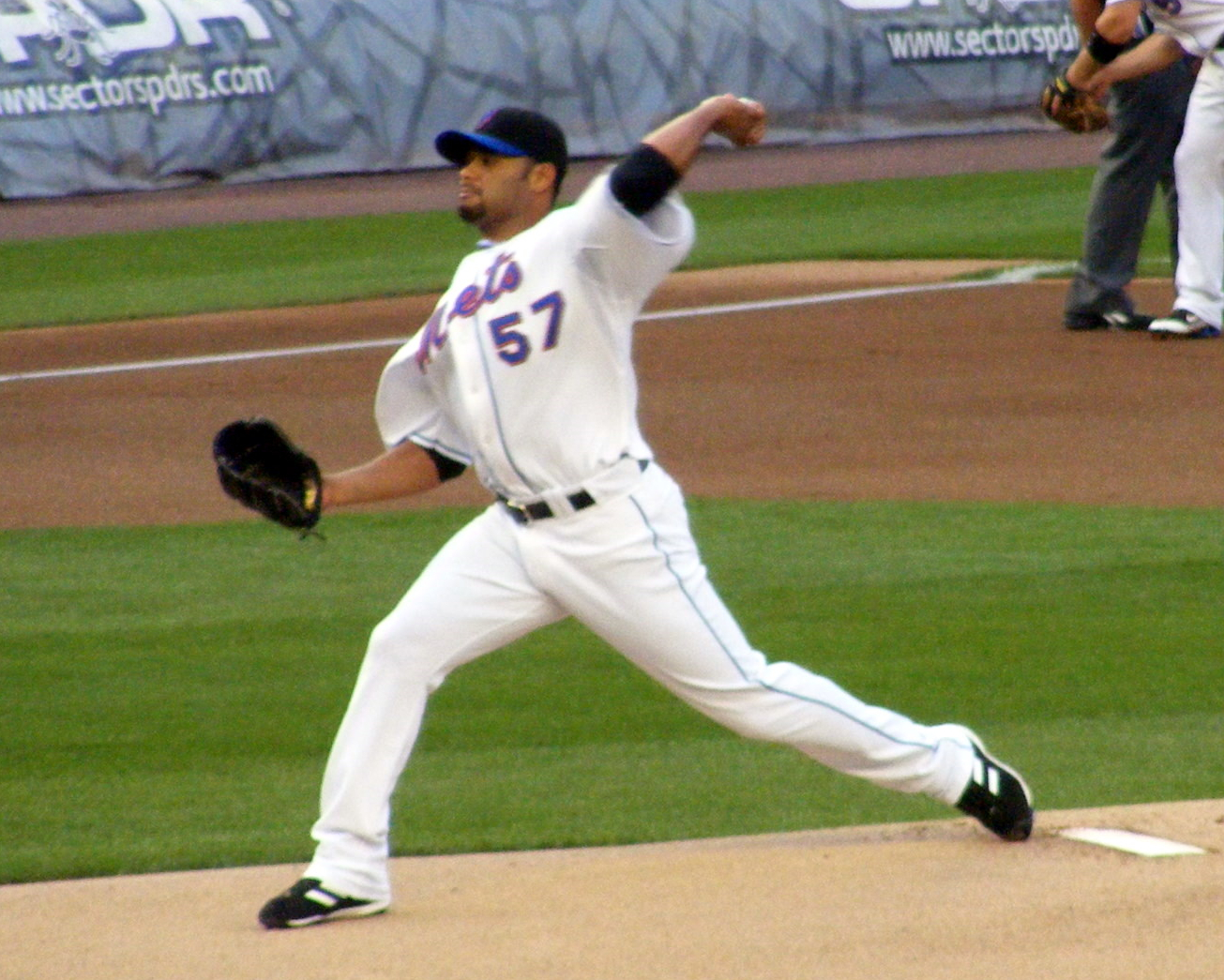
El doble Cy Young Tovareño Johan Santana.

El béisbol representa una de las disciplinas más practicadas en la región, siendo su epicentro la ciudad de Tovar, en donde se encuentra la sede principal de la delegación de Los Criollitos de Venezuela en el estado Mérida, es también cuna de beisbolistas como Johan Santana, jugador de los Navegantes del Magallanes en la Liga de Béisbol Profesional Venezolano y de los Mets de Nueva York de la Liga Nacional de la Grandes Ligas de Béisbol, así como Oswaldo Sosa, Wiston Márquez y Julio Puentes.
El 25 de febrero de 2005 fue fundada la Liga Nacional Bolivariana de Béisbol por iniciativa del entonces Instituto Nacional de Deportes, una liga semiprofesional de béisbol de Venezuela, creada para ofrecer una alternativa a los beisbolistas que tenían pocas posibilidades de jugar fuera de Venezuela durante los meses que se encuentra inactiva la Liga Venezolana de Béisbol Profesional y para consolidar la práctica del béisbol en otras regiones de Venezuela, en el caso del estado Mérida la liga cuenta con la participación del club Cóndor de Mérida BBC el cual juega en la conferencia Centro-Occidental, estando en la división Llanera-Andina y tiene como sede el Estadio Libertador de Mérida' ubicado en la ciudad de Mérida.

### Ciclismo

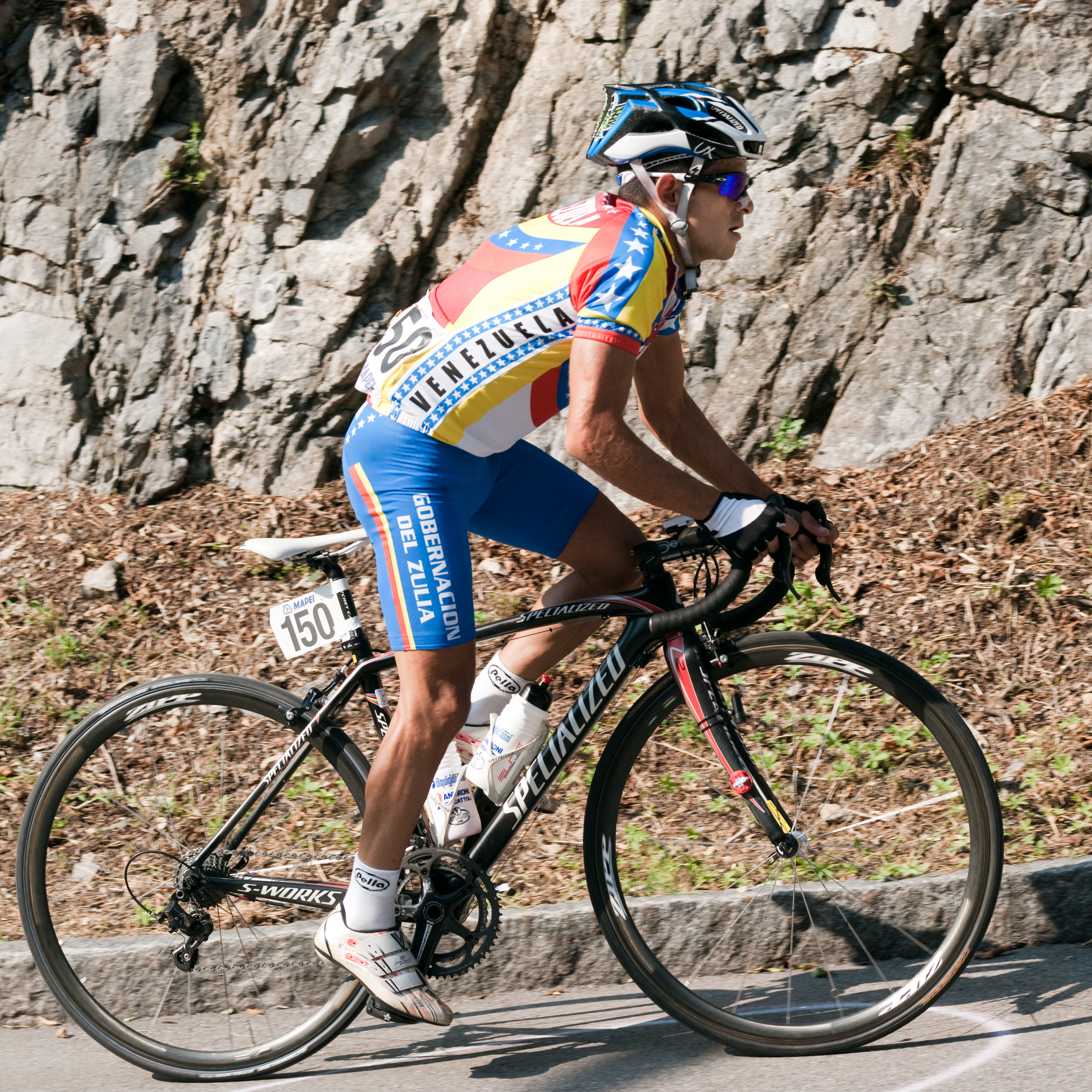
El santacruceño José Rujano en Mendrisio 2009.

El Estado Mérida es una de las entidades oficiales que brinda mayor apoyo a la práctica del ciclismo, sólo superado por el Estado Táchira, contando con equipos amateurs como Escaladores de Mérida, Sumiglov y Gobernación de Mérida, que compiten en los principales certámenes del pedalismo nacional como la Vuelta a Venezuela y la Vuelta al Táchira. Entre sus principales exponentes están los vigienses Carlos Maya y José Alarcón, y los santacruceños Leonardo Sierra y José Rujano, siendo este último el ciclista venezolano más destacado a nivel nacional e internacional de la historia al haber sido campeón de la Vuelta a Colombia y campeón de la montaña y podio en el Giro de Italia, además de ser el más ganador en la historia de la Vuelta al Táchira (4 veces).
Con respecto al ciclismo de montaña, Mérida se destaca pues es la sede de la Vuelta Internacional a La Azulita en Bicicleta de Montaña «Antonio Prieto», donde han participado competidores de varios países latinoamericanos. Se celebra anualmente en el mes de agosto.

### Natación
La disciplina acuática también tiene relevancia en el estado Mérida, siendo los principales epicentros las ciudades de Mérida, El Vigía, Ejido y Tovar, allí encontramos agrupaciones como el Centro de Entrenamiento de Deportes Acuáticos de Mérida CEDAM, Club Talento 5 Águilas Blancas, Club América Bendito ULA, Club Actividades Acuáticas Rafael Vidal, Academia de Deportes Acuáticos de Mérida ADAME, Club de Natación Tovar CNT, entre otros.

### Rugby
En el estado se encuentran equipos de rugby como el Club de Rugby Caballeros de Mérida, Mérida Rugby Club, Alacranes Rugby Club y Pucará El Vigía Rugby Club; todos participantes del Campeonato Venezolano de Clubes de Rugby.

## Cultura

### Gastronomía
Los platos típicos de la comida merideña son:
- Acema andina (pan redondo elaborado con harina de maíz).
- Pisca andina (caldo a base de cilantro en el que se agregan huevos, papa y leche).
- Pastelitos (rellenos con carne, pollo, queso, entre otros).
- Arepas andinas (elaboradas con harina de trigo).
- Truchas (pez de agua dulce propio del Estado).
- Hallaca andina.

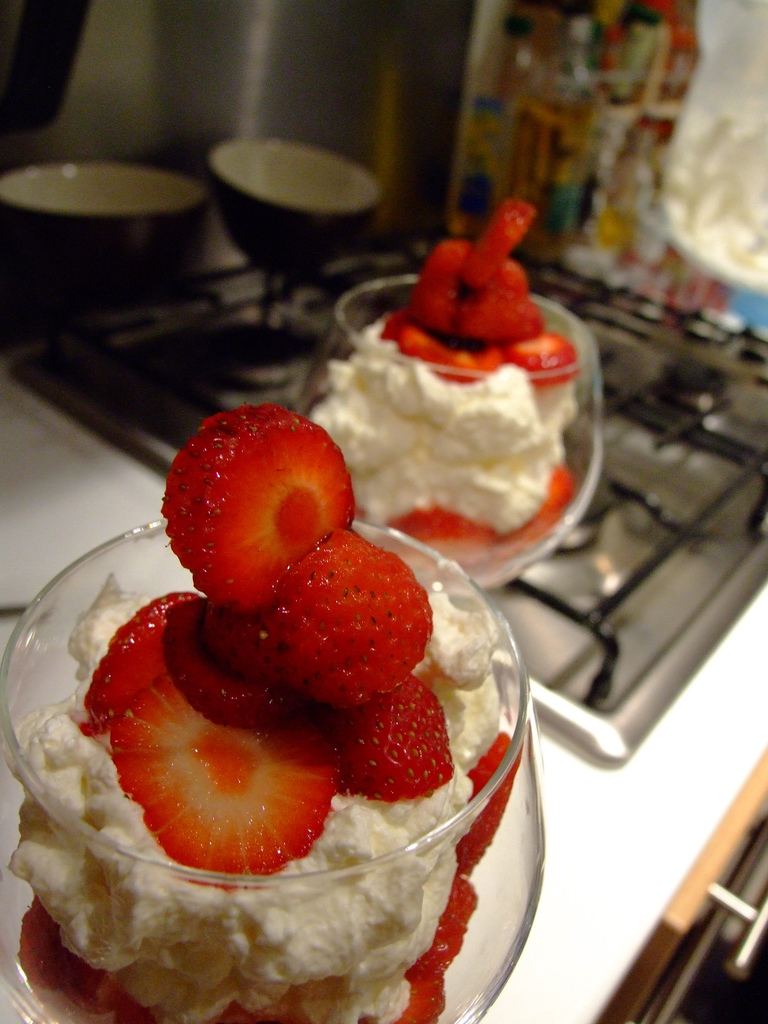
Fresas con crema, postre típico merideño.

Entre los postres típicos más destacados: Los dulces abrillantados (a base de leche y cubiertos con azúcar), los alfajores,bocadillos de guayaba, los dulces de lechosa y las fresas con crema. Así como también bebidas como lo son la chicha andina, el calentaíto, el aguamiel, el guarapo de piña, el vino de mora y la panela (papelón).
Cabe destacar que la gastronomía merideña es reconocida a nivel internacional, por lo que se realiza numerosos concursos de cocina y ferias internacionales alrededor del estado merideño.

### Música
En el Páramo y los pueblos del Sur junto a la Zona del Mocotíes la tradición y el folclore de las montañas se manifiesta con instrumentos autóctonos; la llamada Música Campesina conformada por géneros como el vals y el merengue de cuerdas son típicos de la región.
Una expresión más de la música popular de esta tierra, se origina en los Pueblos del Norte o Zona Panamericana, cuyas raíces afrodescendientes dan vida a la música Negra o de percusión, una gama de géneros como La Murga, el Chimbangle, los Tambores, entre otros... cada uno inspirado en leyendas, parafraseos o simplemente la improvisación.
La música llanera como el pasaje y el Joropo que narran cuentos populares y las largas jornadas de trabajo no se encuentran ausentes en Mérida pues debido a las características de la Zona Panamericana el género popular también se hace sentir; pero no solo en esta zona ya que en los campos del Mocotíes el sentimiento Llanero resuena con Fuerza.
Los sonidos propios de las culturas aborígenes se desplazan como el viento alrededor de todo el estado, siendo su epicentro los pueblos de San Juan, Chiguará y Lagunillas en donde las raíces étnicas de los Merideños aún prevalecen como si el tiempo nunca transcurriera.
Los géneros más bailables propios de las Culturas Caribeñas como la Salsa, el Merengue, la cumbia colombiana, las percusiones y los sonidos del viento se arraigan en tierras como Tovar, El Vigía, Ejido, Timotes, Zea y Mérida; allí se ha visto formar y crecer las mejores orquestas de Mérida.
Aunque las tradiciones y las raíces latinoamericanas, afrodescendientes, caribeñas y Timoto-cuicas no se han borrado con el tiempo, la influencia de la música anglosajona también ha tenido cabida en estas tierras, esto es obvio, era imposible pensar que ciudades como El Vigía y Ejido con un importante impacto comercial y ciudades como Mérida y Tovar con una trascendental cultura bohemia no fueron influenciadas por los géneros Rock (como Charliepapa y Sikem), Pop, Hip Hop, Dancehall, R&B, entre otros.

### Tauromaquia

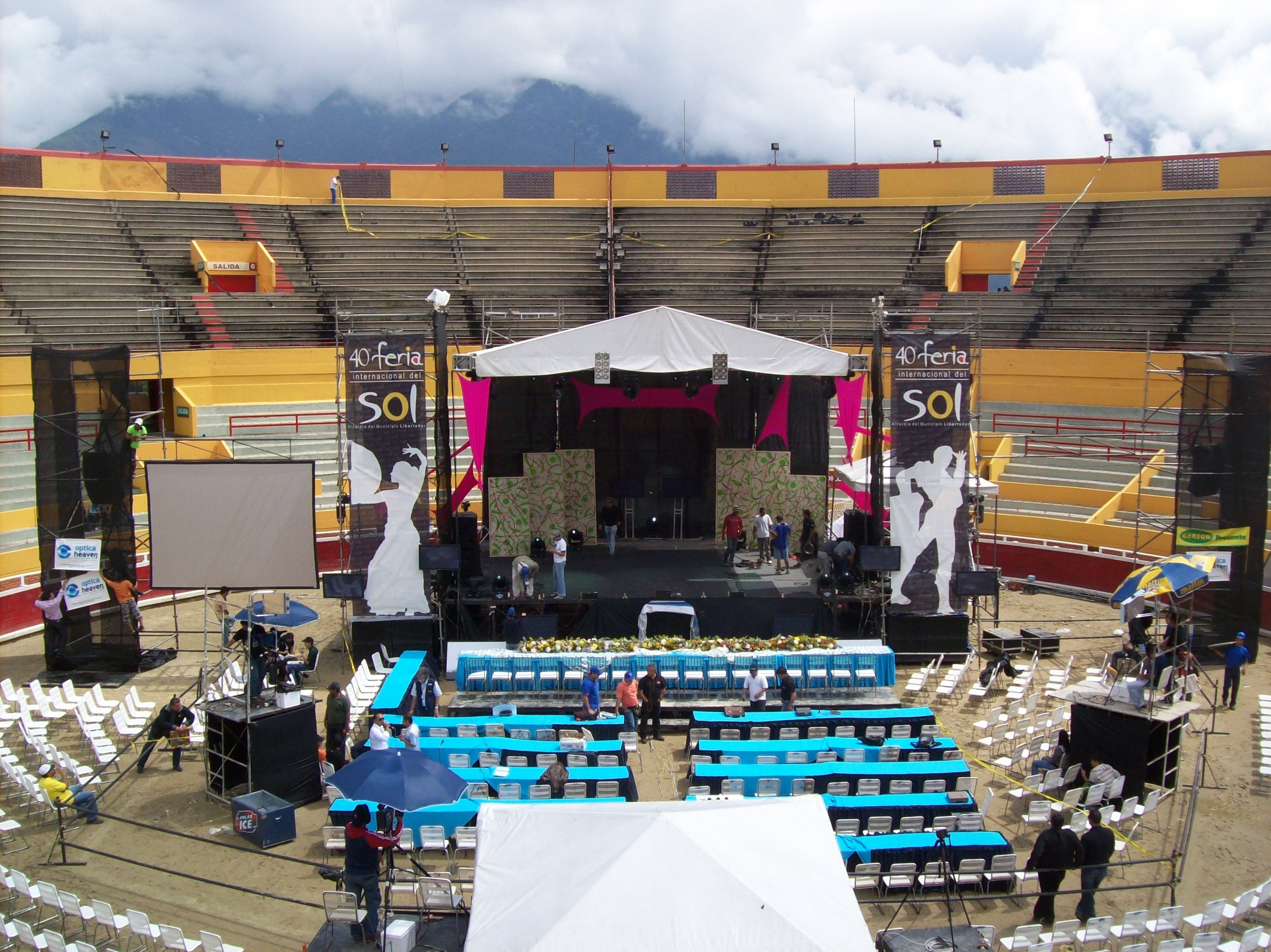
Ruedo de la Monumental de Mérida, en la elección y coronación de la Reina Internacional del Sol 2009.

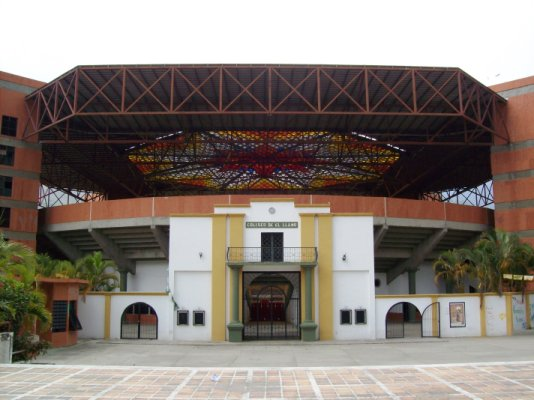
Vista de la Plaza de Toros Coliseo el Llano de Tovar.

Las corridas de toros es una expresión cultural propia de España que ha tenido seguimiento y rechazo en las poblaciones ciudades de las Alturas como las pertenecientes a los Estados Mérida y Táchira. El epicentro andino (Mérida) es un estado se realizan las corridas de toros acompañadas de las fiestas patronales de cada poblado. Esto ha originado importantes eventos nacionales e internacionales.
Cosos taurinos
- Monumental Román Eduardo Sandia de Mérida - Cap. 16.070 espectadores
- Coliseo El Llano de Tovar - capacidad de 9000 espectadores
- Plaza de Toros de Chiguará - capacidad de 2.000 espectadores
- Plaza de Toros de Aricagua - capacidad de 1.500 espectadores

Escuelas taurinas
- Escuela Taurina Humberto Álvarez de Mérida
- Escuela Taurina de Tovar

Ferias internacionales
- Feria Internacional del Sol (Carnaval Taurino de América) (enero-febrero)
- Feria Internacional de Tovar en honor a la Virgen de Regla (agosto-septiembre)

Ferias Patronales
- Feria de Zea (septiembre)
- Feria de Bailadores (agosto)
- Feria de Chiguara
- Feria de Canagua
- Feria del Vigía
- Feria de Santa Cruz de Mora

## Transporte
El Estado Mérida se encuentra delimitado con los Estados Zulia, Trujillo, Táchira y Barinas, en el occidente de Venezuela, lo cual le permite a cualquier viajero llegar por vía terrestre a través de una serie de carreteras que lo conectan con los estados antes mencionados:
- Carretera Trasandina Norte: esta arteria vial que comunica a los Estados Lara, Portuguesa y Trujillo con las poblaciones de Timotes, Chachopo, Apartaderos, San Rafael de Mucuchíes, Mucuchíes, Mucuruba, Tabay, Mérida y Ejido.
- Carretera Barinas-Mérida: a través de esta arteria vial se comunican los llanos occidentales (Estados Cojedes, Portuguesa y Barinas) con las poblaciones de Pueblo Llano, Santo Domingo, Apartaderos, San Rafael de Mucuchíes, Mucuchíes, Mucuruba, Tabay, Mérida y Ejido.
- Carretera Trasandina Sur: este tramo de la denominada Trasandina conecta a la capital del estado Mérida con el Estado Táchira y la República de Colombia, atravesando las poblaciones de Ejido, Villa Libertad, San Juan de Lagunillas, Lagunillas, Llano El Anís, Chiguará, Estanques, Santa Cruz de Mora, Tovar, La Playa y Bailadores.
- Carretera Panamericana: la Troncal Nacional 1 que enlaza al Distrito Capital, estado Miranda, estado Aragua, estado Carabobo, estado Yaracuy, estado Lara, estado Trujillo, estado Zulia con el estado Mérida y a su vez con el estado Táchira y la República de Colombia, formando parte la Carretera Panamericana de Venezuela. Por el estado Mérida recorre a través de las localidades de Arapuey, Nueva Bolivia, Tucaní, Santa Elena de Arenales y El Vigía.

Además de estas carreteras es importante señalar que las 2 principales localidades del estado como lo son las Ciudades de Mérida (Capital estatal) y El Vigía (Capital económica) se conectan por medio de la Autopista Rafael Caldera, en un tramo de 60 km a una velocidad promedio de 100 km/h.

### Terminales terrestres
- Terminal de Pasajeros José Antonio Paredes: es la estación de transporte terrestre más grande del estado, se encuentra en la Avenida Las Américas de la ciudad de Mérida, y cuenta con salidas intermunicipales hacia todos las capitales municipales del estado Mérida como Lagunillas, El Vigía, Tovar, Santa Cruz de Mora, Mucuchíes, La Azulita, Timotes y Santo Domingo Pueblo Llano, como también sálidas nacionales hacia San Cristóbal, Cabimas, Ciudad Ojeda, Maracaibo, Santa Bárbara del Zulia, Caja Seca, Trujillo, Boconó, Valera, Barinas, Barquisimeto, Coro, Punto Fijo, Puerto Cabello, Valencia, Maracay, Caracas, Los Teques, Puerto La Cruz, Cumaná, Ciudad Bolívar y Puerto Ordaz.
- Terminal de Pasajeros Abelardo Pernía de El Vigía: es la segunda terminal con mayor capacidad y logística del estado, se encuentra en la Avenida Don Pepe Rójas de la Ciudad de El Vigía, prestas servicios hacia las principales ciudades del Centro-Occidente del país como Trujillo, Boconó, Valera, Barquisimeto, Coro, Punto Fijo, Puerto Cabello, Valencia, Maracay, Caracas y Los Teques, de igual manera mantiene conexión con las principales entidades de los estados vecinos como lo son: Santa Bárbara del Zulia, San Carlos del Zulia, El Chivo y 4 Esquinas, Encontrados, Caja Seca, Cabimas, Ciudad Ojeda y Maracaibo del estado Zulia, Coloncito, La Tendida, Seboruco, San Simón y San Cristóbal en el estado Táchira.
- Terminal de Pasajeros Don Rafael Vivas de Tovar: es la 3.ª estación terminal de transporte terrestre del estado, se encuentra en la Avenida Cristóbal Mendoza de la Ciudad de Tovar, mantiene salida hacia las poblaciones de Bailadores, La Playa, Santa Cruz de Mora, Zea, Guaraque, Mesa Bolívar, así como las ciudades de Mérida y El Vigía, de igual manera a San Cristóbal, Coloncito, La Grita, Cabimas, Ciudad Ojeda, Maracaibo, Barquisimeto, Coro, Punto Fijo, Valencia, Maracay y Caracas.
- Terminal de Rutas Cortas: este proyecto de gran envergadura fue ejecutado en los previos de la Ciudad de Ejido, con la finalidad de descongestionar el tráfico interno de la capital, ya que su ubicación al sur de la conurbación, garantiza el ingreso de transporte de pasajeros de una forma cómoda y sencilla por ubicarse en la entrada de la misma, tras su inauguración ha servido como un terminal de rutas alimentadoras del Sistema de Transporte Masivo Trolebús de Mérida contando con una red de autobuses articulados marca yutong conocidos como BUSMÉRIDA con rutas hacia las zonas Sur del Lago de Maracaibo, Valle del Mocotíes, Pueblos del Sur, los Pueblos del Norte y pueblos del Páramo.[36][37]

### Aeropuertos
- El Aeropuerto Nacional Alberto Carnevalli (IATA: MRD, ICAO: SVMD) es un aeropuerto de carácter nacional enclavado en el área central de la misma, a una altitud promedio de 1600 m s. n. m., en la actualidad presta servicios comerciales a través de la aerolínea nacional Conviasa la cual cuenta con 4 conexiones semanales con el Aeropuerto Internacional Simón Bolívar en Maiquetía, esto tras su reapertura el 1 de agosto del 2013, luego de 5 años de desuso. Sin embargo el Aeropuerto Internacional Juan Pablo Pérez Alfonso de la ciudad de El Vigía sirve a la ciudad de Mérida como opción alterna para las operaciones comerciales, ambas ciudades se conectan a través de la Autopista Rafael Caldera a 60 km de recorrido.
- El Aeropuerto Internacional Juan Pablo Pérez Alfonso se encuentra ubicado en la ciudad de El Vigía, Estado Mérida en Venezuela. El aeropuerto fue inaugurado el 31 de julio de 1991, y en la actualidad cuenta con operaciones regulares por parte de las aerolíneas Laser Airlines y Conviasa con destino a Caracas, Perla Airlines con destino a Porlamar, Serami Air con destino a Maracaibo y Aerolínea Estelar Latinoamericana con destino a Cartagena de Indias, siendo el único terminal aéreo en funcionamiento comercial en la entidad, así como del Sur del Lago de Maracaibo, se encuentra a 40 minutos de la Ciudad de Mérida, 30 minutos de la Ciudad de Tovar y 40 minutos de la Ciudad de Santa Bárbara del Zulia. Una de las características que más resaltan del aeropuerto es que la pista (de más de 3000 metros de longitud) es la segunda más larga de Venezuela después de la del Aeropuerto Internacional de Maiquetía Simón Bolívar. Además ésta posee iluminación nocturna, lo cual permite operaciones de vuelos visuales inclusive después de la puesta del sol, y además cuenta con una plataforma de estacionamiento de 30.750m² que está equipada con servicios de suministro de combustible por tubería directo al avión.

### Trolmérida
TROMERCA o Trolmérida es un sistema de transporte público masivo que utiliza un sistema de dos líneas de trolebús y una tercera línea de teleférico llamado Trolcable. Esta conecta con tres ciudades en el Estado Mérida, las cuales son Mérida, Ejido y San Jacinto. Este sistema es integral, es decir, cuenta con un sistema de paradas, cobro de pasaje, señalización e información, semaforización vehicular y peatonal, suministro eléctrico y telecomunicaciones.

### Infraestructura
| Nombre                                   | Tipo                 | Propósito                       | Construcción | Ubicación                                                                                            |
| ---------------------------------------- | -------------------- | ------------------------------- | ------------ | --- |
| Carretera Trasandina                     | Transporte terrestre | Carretera Troncal               | 1925         | Miranda Rangel Santos Marquina Libertador Campo Elìas Sucre Antonio Pinto Salinas Tovar Rivas Dávila |
| Aeropuerto N. Alberto Carnevalli         | Transporte aéreo     | Nacional Regional Internacional | 1956         | Libertador                                                                                           |
| Presa Gral. José Antonio Páez            | Embalse              | Generación Hidroeléctrica       | 1969         | Cardenal Quintero.                                                                                   |
| Embalse Ing. Víctor Martín Elvira        | Embalse              | Prevención de desastres         | 1974         | Alberto Adriani.                                                                                     |
| Complejo Uribante Caparo                 | Embalse              | Generación Hidroeléctrica       | 1982         | Padre Noguera.                                                                                       |
| Aeropuerto Int. Juan Pablo Pérez Alfonso | Transporte aéreo     | Nacional Internacional Regional | 1991         | Alberto Adriani.                                                                                     |
| Carretera Dr. Rafael Caldera             | Transporte terrestre | Autopista                       | 1997         | Libertador Campo Elìas Sucre Alberto Adriani.                                                        |
| Trolmérida                               | Transporte terrestre | Trolebús                        | 2012         | Ejido Libertador                                                                                     |